# Viện Nghệ thuật Chicago
Viện Nghệ thuật Chicago (tiếng Anh: Art Institute of Chicago) (viết tắt là AIC) là một bảo tàng mỹ thuật nằm tại công viên Grant Park, thành phố Chicago, Hoa Kỳ. Viện thành lập năm 1879, là một trong những bảo tàng nghệ thuật lâu đời và lớn nhất thế giới. Viện được công nhận cho những nỗ lực quản lý và sự nổi tiếng, bảo tàng đón khoảng 1,5 triệu khách hàng năm. Bộ sưu tập được quản lý bởi 11 bộ phận giám tuyển, là bách khoa toàn thư, và bao gồm các tác phẩm mang tính biểu tượng như A Sunday on La Grande Jatte của Georges Seurat, The Old Guitarist của Pablo Picasso, Nighthawks của Edward Hopper và American Gothic của Grant Wood. Bộ sưu tập vĩnh viễn gồm gần 300.000 tác phẩm nghệ thuật được bổ sung bởi hơn 30 cuộc triển lãm đặc biệt tổ chức hàng năm nhằm làm sáng tỏ các khía cạnh của bộ sưu tập và hiện tại là giám tuyển và nghiên cứu khoa học tiên tiến.
Là một cơ quan nghiên cứu, Viện Nghệ thuật cũng có một phòng khoa học bảo tồn và bảo tồn, năm phòng thí nghiệm bảo tồn, và một trong những thư viện kiến trúc và lịch sử nghệ thuật lớn nhất trong nước - Thư viện Ryerson và Burnham.
Sự phát triển của bộ sưu tập đã đảm bảo một số bổ sung cho tòa nhà năm 1893 của bảo tàng, được xây dựng cho Triển lãm Thế giới ở Colombia. Lần mở rộng gần đây nhất, Modern Wing do Renzo Piano thiết kế, mở cửa vào năm 2009 và tăng diện tích bảo tàng lên gần một triệu feet vuông, biến nó thành bảo tàng nghệ thuật lớn thứ hai ở Hoa Kỳ, chỉ sau Bảo tàng Nghệ thuật Metropolitan. Viện Nghệ thuật được liên kết với Trường của Viện Nghệ thuật Chicago, một trường nghệ thuật hàng đầu, khiến nó trở thành một trong số ít các cơ sở nghệ thuật thống nhất còn lại ở Hoa Kỳ.
Trong năm 2017, Viện Nghệ thuật đã đón 1.619.316 lượt khách và là bảo tàng nghệ thuật được ghé thăm nhiều thứ 35 trên thế giới. Tuy nhiên, vào năm 2020, do đại dịch COVID-19, bảo tàng đã đóng cửa trong 169 ngày và lượng người tham quan giảm 78% so với năm 2019, xuống còn 365.660 người.

## Lịch sử
Năm 1866, một nhóm 35 nghệ sĩ đã thành lập Học viện Thiết kế Chicago trong một xưởng trên phố Dearborn, với mục đích điều hành một trường học miễn phí với phòng trưng bày nghệ thuật của riêng họ. Tổ chức được mô phỏng theo các học viện nghệ thuật châu Âu, chẳng hạn như Học viện Hoàng gia, với các Viện sĩ và Phó Viện sĩ. Điều lệ của Học viện được ban hành vào tháng 3 năm 1867.
Các lớp học bắt đầu vào năm 1868, họp hàng ngày với chi phí $10 mỗi tháng. Thành công của Học viện đã cho phép nó xây dựng một ngôi nhà mới cho trường học, một tòa nhà bằng đá năm tầng trên 66 Phố West Adams, mở cửa vào ngày 22 tháng 11 năm 1870.

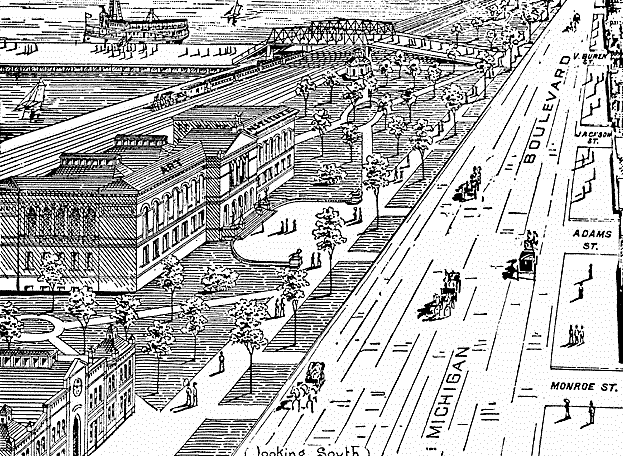
Bản phác thảo năm 1893 về Viện Nghệ thuật Chicago cho thấy hầu hết Công viên Grant vẫn còn chìm dưới Hồ Michigan, với đường ray xe lửa chạy dọc theo bờ biển phía sau Bảo tàng

Khi Đại hỏa hoạn Chicago phá hủy tòa nhà vào năm 1871, Học viện rơi vào cảnh nợ nần. Đến năm 1878, Học viện nợ 10.000 đô la. Các thành viên đã cố gắng giải cứu bằng cách thực hiện các giao dịch với các doanh nhân địa phương, trước khi từ bỏ nó vào năm 1879 để thành lập một tổ chức mới, đặt tên là Học viện Mỹ thuật Chicago. Khi Học viện Thiết kế Chicago phá sản cùng năm, Học viện Mỹ thuật Chicago mới đã mua lại tài sản của họ trong cuộc đấu giá.
Năm 1882, Học viện Mỹ thuật Chicago đổi tên thành Học viện Nghệ thuật Chicago hiện tại, nhà từ thiện và chủ ngân hàng Charles L. Hutchinson được bầu làm chủ tịch đầu tiên, "được cho là cá nhân quan trọng nhất đã định hình hướng đi và vận may của Viện Nghệ thuật Chicago".:5 Hutchinson từng là giám đốc của nhiều tổ chức nổi tiếng ở Chicago, bao gồm Đại học Chicago, và sẽ biến Viện Nghệ thuật thành một bảo tàng đẳng cấp thế giới trong nhiệm kỳ tổng thống của ông, mà ông vẫn giữ cho đến khi qua đời vào năm 1924. Cũng trong năm 1882, tổ chức này đã mua một lô đất ở góc tây nam của đại lộ Michigan và phố Van Buren với giá 45.000 đô la. Tòa nhà thương mại hiện có trên tài sản đó được sử dụng làm trụ sở của tổ chức và một công trình bổ sung mới đã được xây dựng phía sau để cung cấp không gian trưng bày và chứa các cơ sở vật chất của trường.:19 Đến tháng 1 năm 1885, những người được ủy thác cảm thấy phải mở rộng không gian cho bộ sưu tập ngày càng tăng của tổ chức, và cuối cùng đã mua khu đất trống ngay phía nam Đại lộ Michigan. Tòa nhà thương mại bị phá bỏ, và kiến trúc sư nổi tiếng John Wellborn Root đã được Hutchinson thuê để thiết kế một tòa nhà sẽ tạo ra "sự hiện diện ấn tượng" trên Đại lộ Michigan,:22–23 và những cơ sở này bắt đầu tạo nên sự phô trương lớn vào năm 1887.:24
Bảo tàng có lẽ đã nhận được món quà nghệ thuật lớn nhất trong lịch sử vào năm 2015. Các nhà sưu tập Stefan Edlis và Gael Neeson đã tặng một "bộ sưu tập [đó] nằm trong số những nhóm nghệ thuật Pop thời hậu chiến vĩ đại nhất thế giới từng được tập hợp".  Khoản quyên góp bao gồm các tác phẩm của Andy Warhol, Jasper Johns, Cy Twombly, Jeff Koons, Charles Ray, Richard Prince, Cindy Sherman, Roy Lichtenstein và Gerhard Richter. Bảo tàng đã đồng ý giữ các tác phẩm được tặng để trưng bày trong ít nhất 50 năm. Tháng 6 năm 2018, bảo tàng đã nhận được khoản quyên góp 50 triệu đô la, khoản quyên góp bằng tiền lớn nhất được công bố trong lịch sử của bảo tàng.

## Bộ sưu tập
Bộ sưu tập của Viện Nghệ thuật Chicago trải dài hơn 5.000 năm của loài người, từ các nền văn hóa trên thế giới và chứa hơn 300.000 tác phẩm nghệ thuật thuộc 11 bộ phận giám tuyển, từ các bản in thời kỳ đầu của Nhật Bản đến nghệ thuật của Đế chế Byzantine hay nghệ thuật đương đại Mỹ. Bảo tàng chủ yếu được biết đến với việc sở hữu một trong những bộ sưu tập tranh đẹp nhất của Hoa Kỳ được sản xuất theo văn hóa phương Tây.

### Nghệ thuật Châu Phi và Nghệ thuật Ấn Độ của Châu Mỹ
Bộ sưu tập Nghệ thuật Châu Phi và Nghệ thuật Ấn Độ của Viện Nghệ thuật Châu Mỹ được trưng bày trên hai phòng trưng bày ở cuối phía nam của tòa nhà Michigan Avenue. Bộ sưu tập châu Phi bao gồm hơn 400 tác phẩm trải dài khắp lục địa, nổi bật với đồ gốm, hàng may mặc, mặt nạ và đồ trang sức.
Bộ sưu tập Amerindian bao gồm nghệ thuật của thổ dân Bắc Mỹ và các tác phẩm của người Mesoamerican và Andean. Từ đồ gốm đến đồ dệt, bộ sưu tập tập hợp một loạt các đối tượng tìm cách minh họa các trọng tâm thẩm mỹ và chủ đề của nghệ thuật trải dài khắp châu Mỹ.

### Nghệ thuật Châu Mỹ

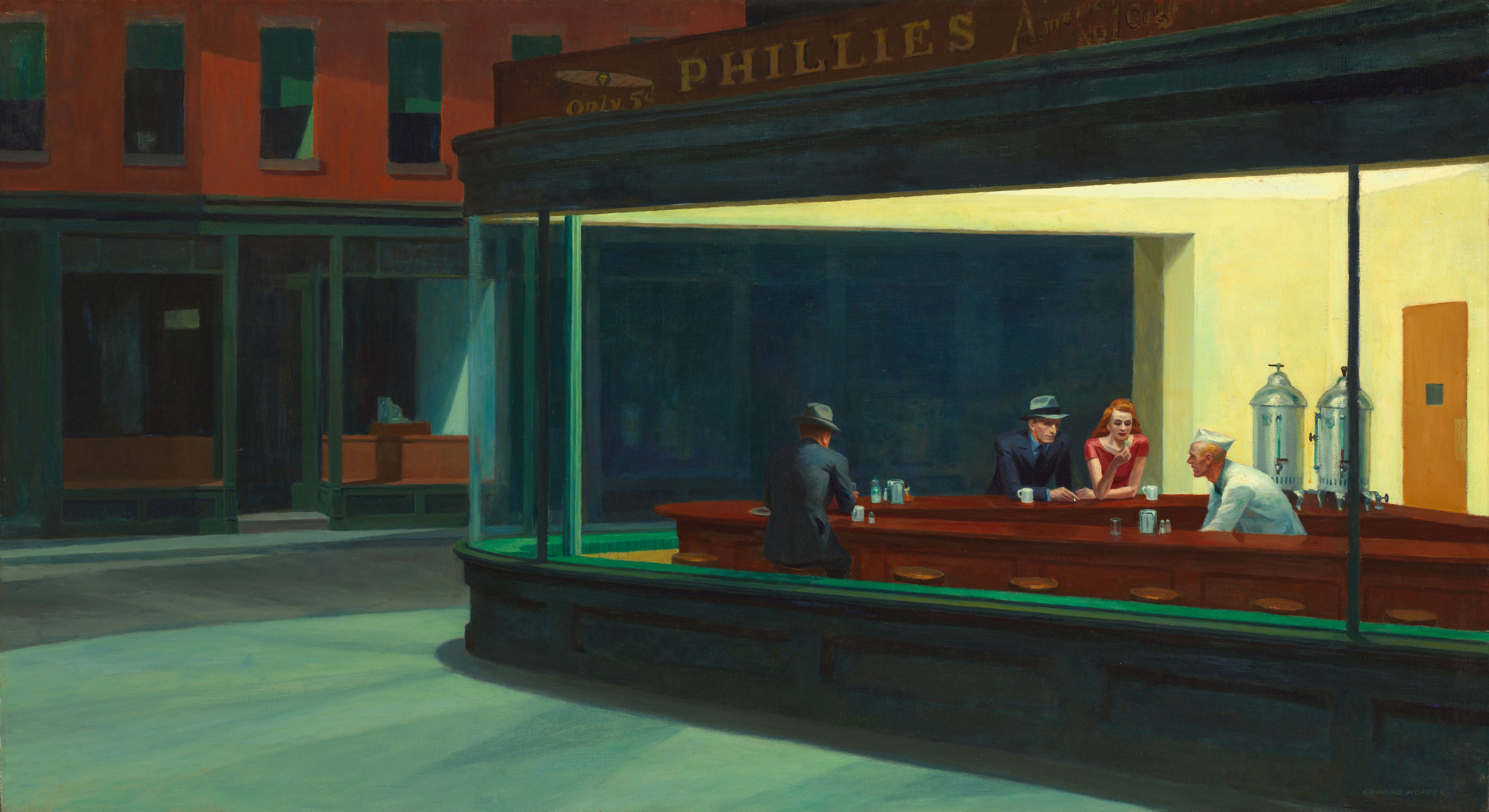
Nighthawks của Edward Hopper, 1942

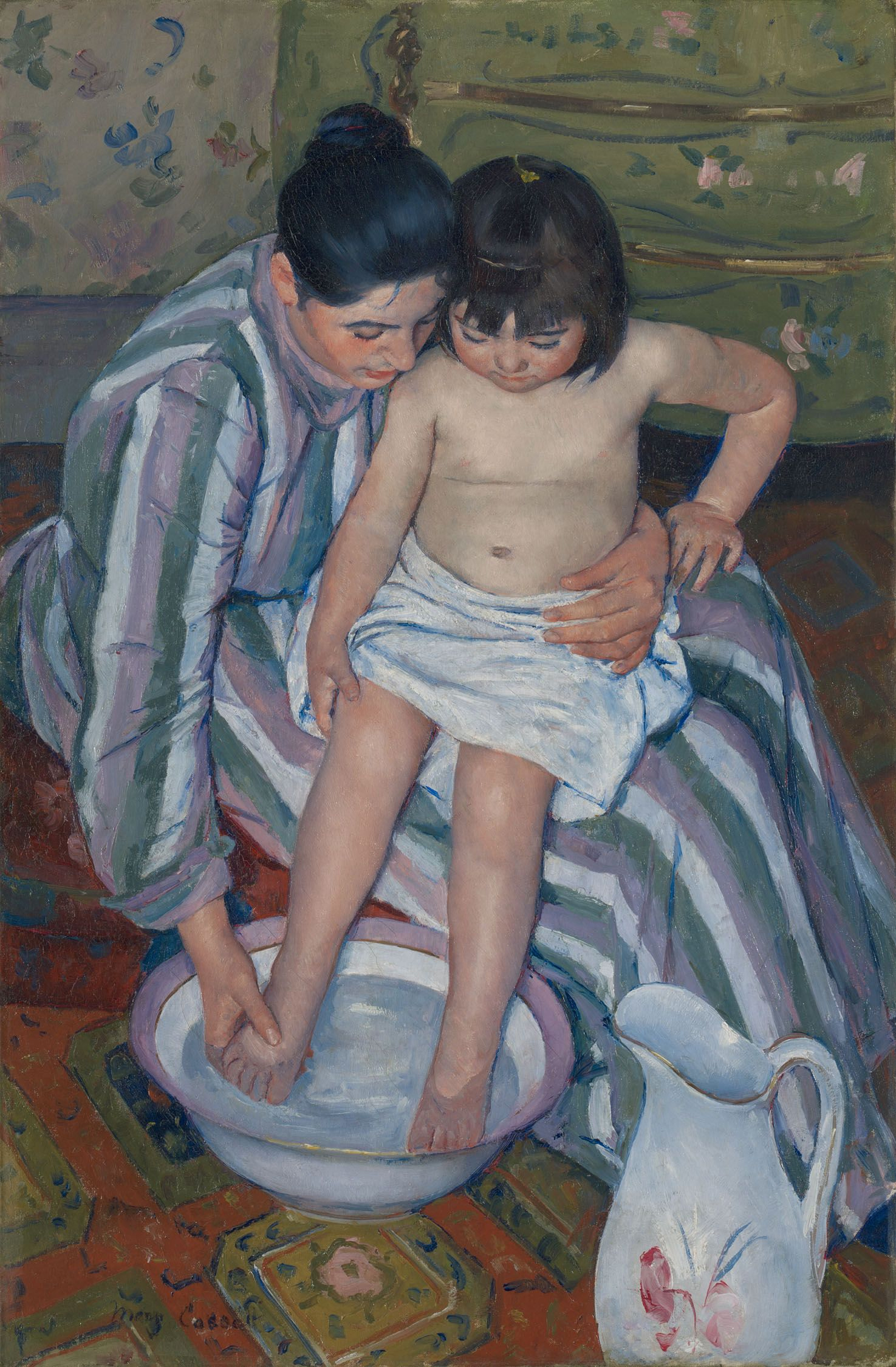
Mary Cassatt, The Child's Bath 1891–92

Bộ sưu tập Nghệ thuật Hoa Kỳ của Viện Nghệ thuật chứa một số tác phẩm nổi tiếng kinh điển nhất Hoa Kỳ, bao gồm Nighthawks của Edward Hopper, American Gothic của Grant Wood, và The Child's Bath của Mary Cassatt. Bộ sưu tập bao gồm từ thời thuộc địa đến các bức tranh hiện đại và đương đại.

### Nghệ thuật trang trí Châu Âu

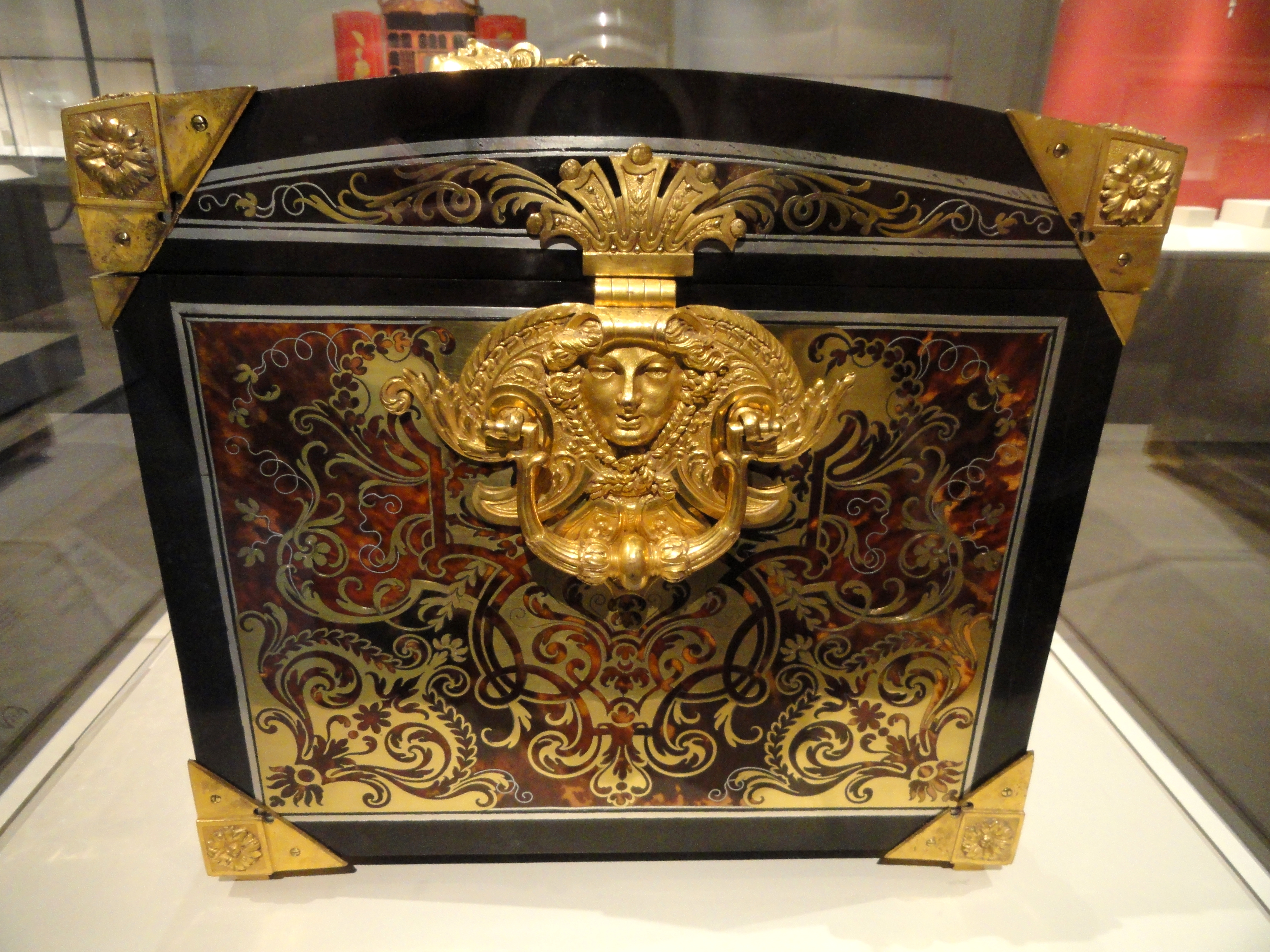
Đồ khảm thế kỷ 18

Bộ sưu tập nghệ thuật trang trí châu Âu của Viện Nghệ thuật bao gồm khoảng 25.000 đồ vật, trải dài từ nội thất, gốm sứ, đồ kim loại, thủy tinh, men cho đến ngà voi, từ năm 1100 sau Công nguyên cho đến ngày nay. Viện sở hữu 1.544 đồ vật trong Bộ sưu tập chặn giấy của Arthur Rubloff và 68 mô hình thu nhỏ của phòng ngai vàng - một bộ sưu tập nội thất thu nhỏ theo tỷ lệ 1:12 thể hiện kiến trúc Mỹ, Châu Âu và Châu Á và phong cách nội thất từ Trung cổ đến những năm 1930 (khi các phòng được xây dựng). Cả chặn giấy và phòng ngai vàng đều nằm ở tầng trệt của bảo tàng.

### Hội họa và điêu khắc Châu Âu

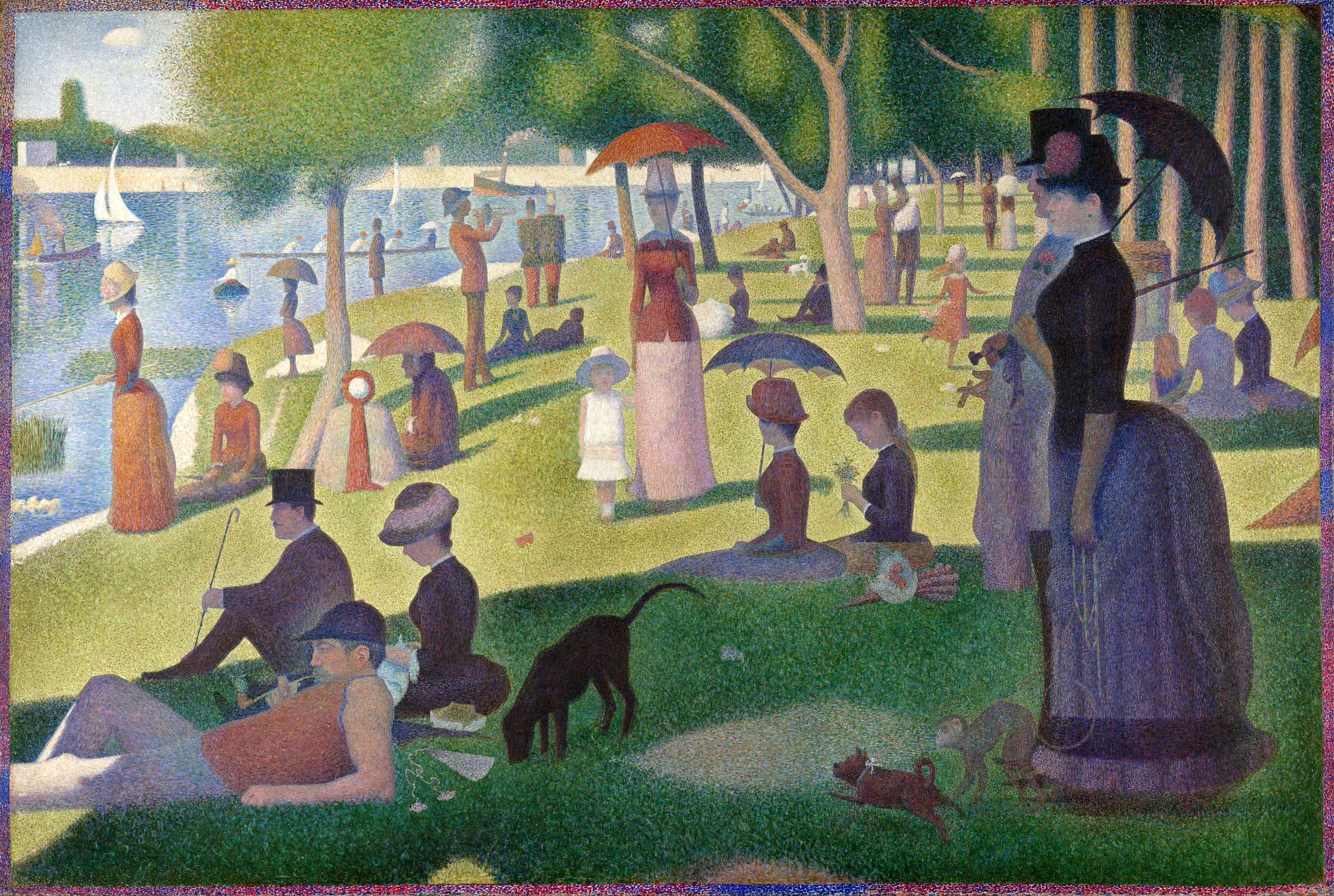
Georges Seurat, A Sunday Afternoon on the Island of La Grande Jatte, 1884–1886

Bảo tàng nổi tiếng với các bộ sưu tập tranh trường phái ấn tượng và hậu ấn tượng, được nhiều người đánh giá là một trong những bộ sưu tập tốt nhất ngoài nước Pháp. Điểm nổi bật bao gồm hơn 30 bức tranh của Claude Monet, trong đó có sáu bức Haystacks và một số bức Water Lilies. Ngoài ra trong bộ sưu tập còn có các tác phẩm quan trọng của Pierre-Auguste Renoir như Two Sisters (On the Terrace), và Paris Street; Rainy Day của Gustave Caillebotte.

## Kiến trúc

### Tranh

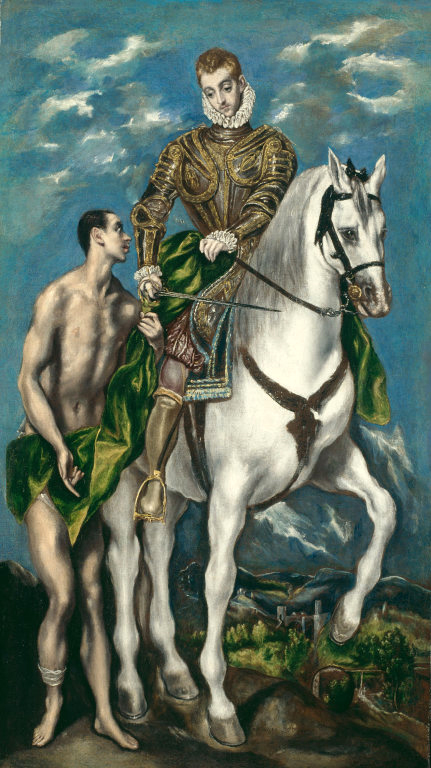
El Greco, Saint Martin and the Beggar, c. 1597–1600
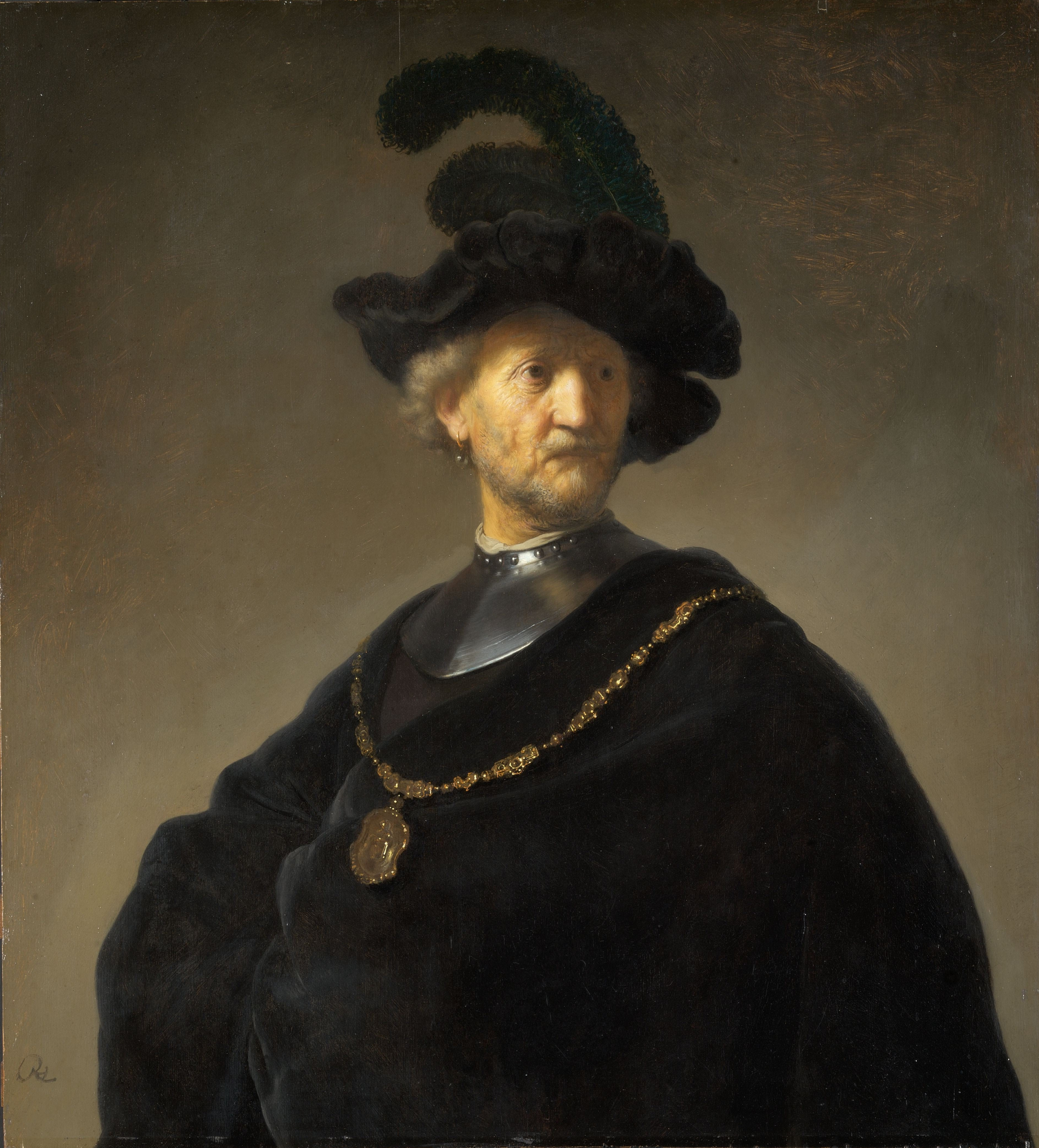
Rembrandt, Old Man with a Gold Chain, c. 1631
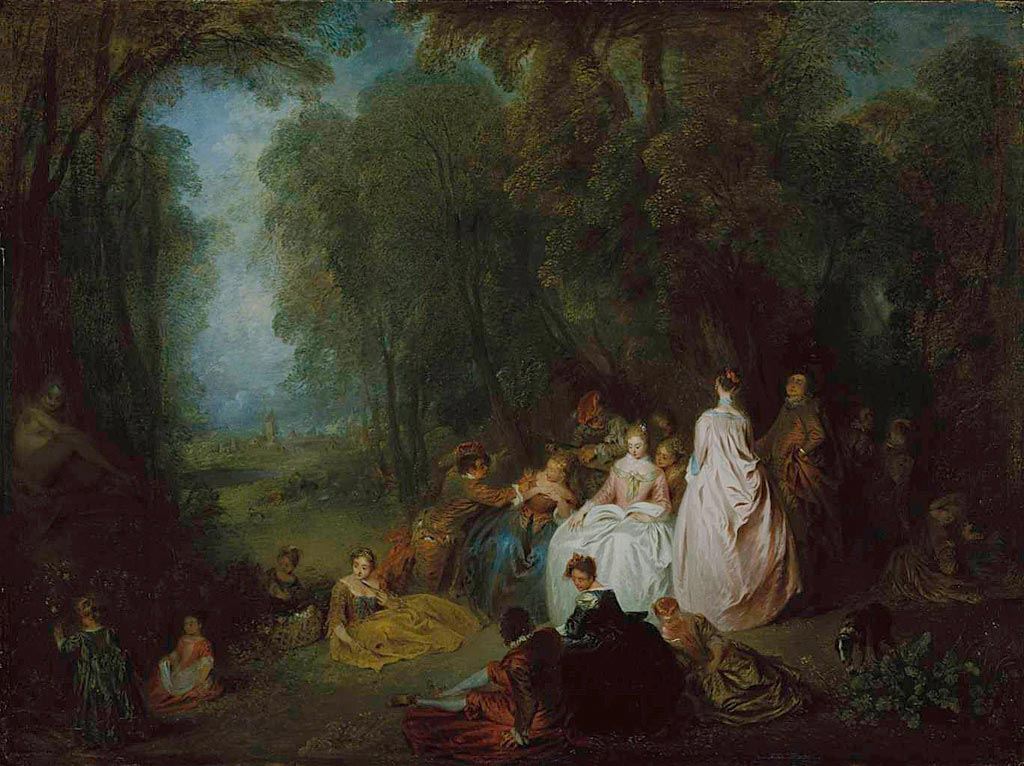
Antoine Watteau, Fête champêtre (Pastoral Gathering), 1718–1721
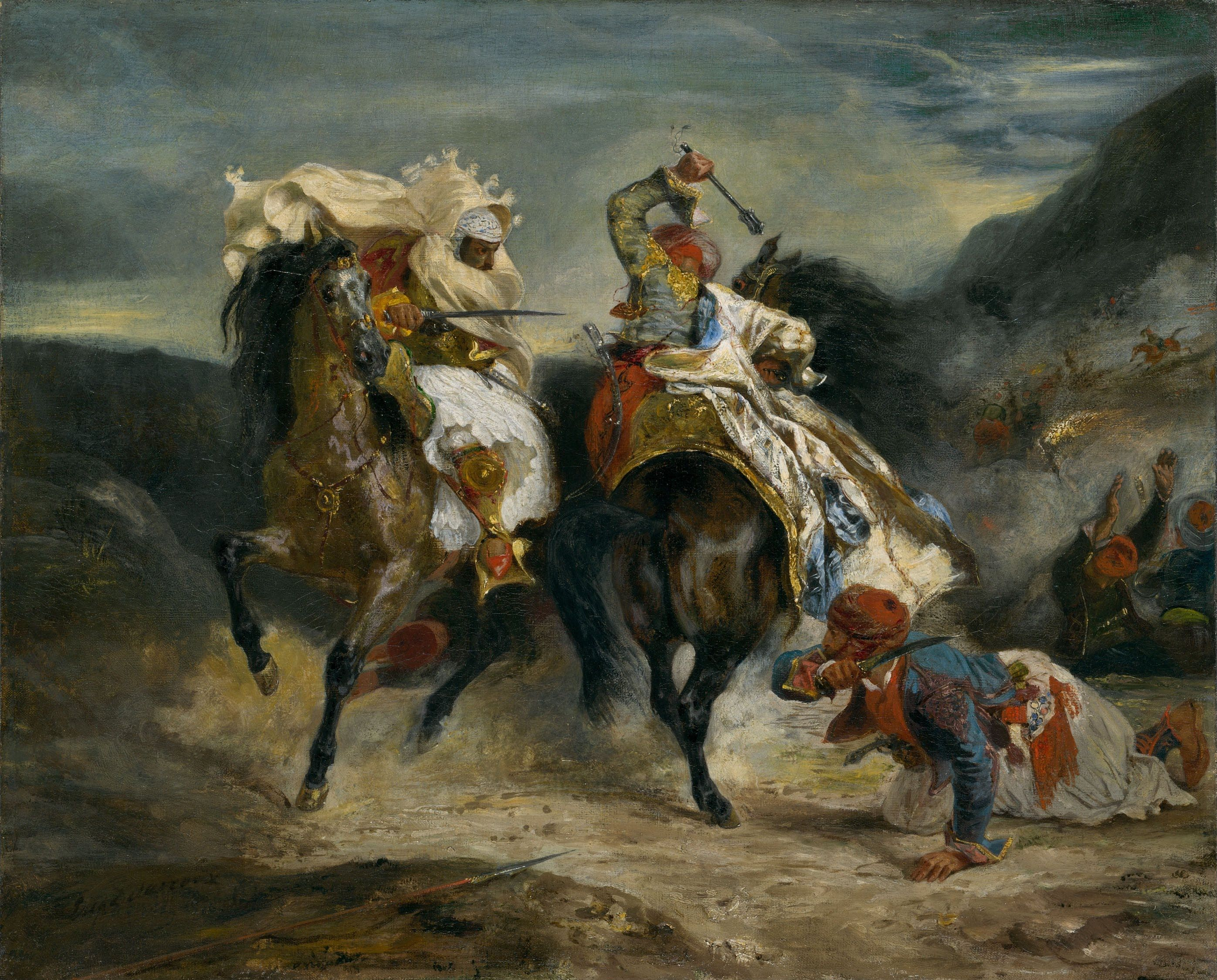
Eugène Delacroix, The Combat of the Giaour and Hassan, 1826
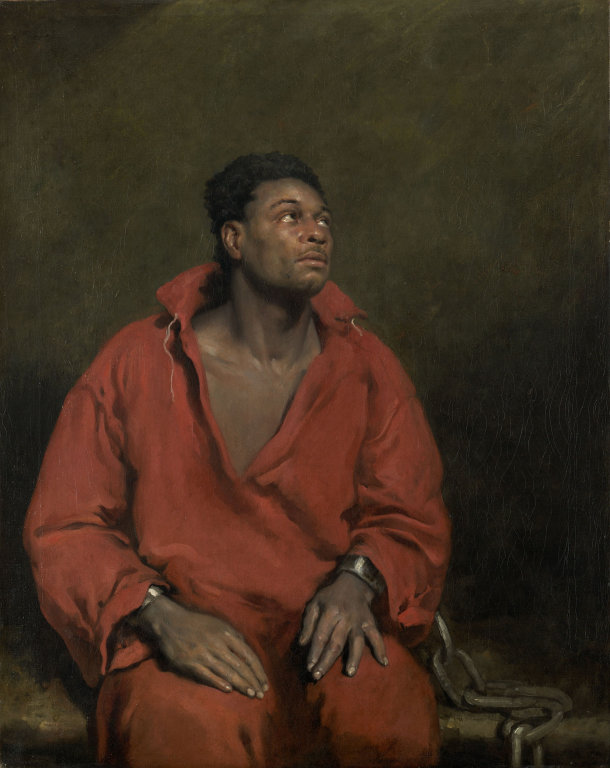
John Simpson, The Captive Slave, 1827
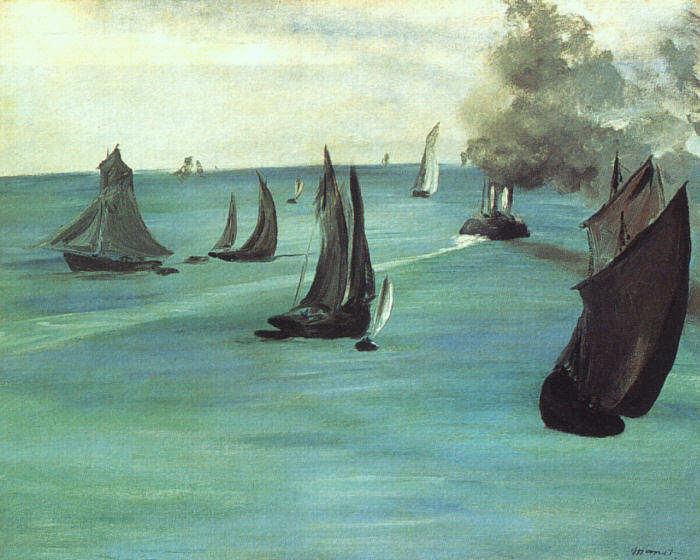
Édouard Manet, Seascape Calm Weather, 1864–1865
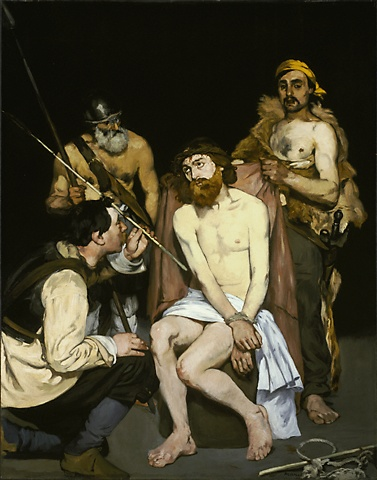
Édouard Manet, Jesus Mocked by the Soldiers, 1864–1865
Édouard Manet, The Philosopher, (Beggar with Oysters), 1864–1867
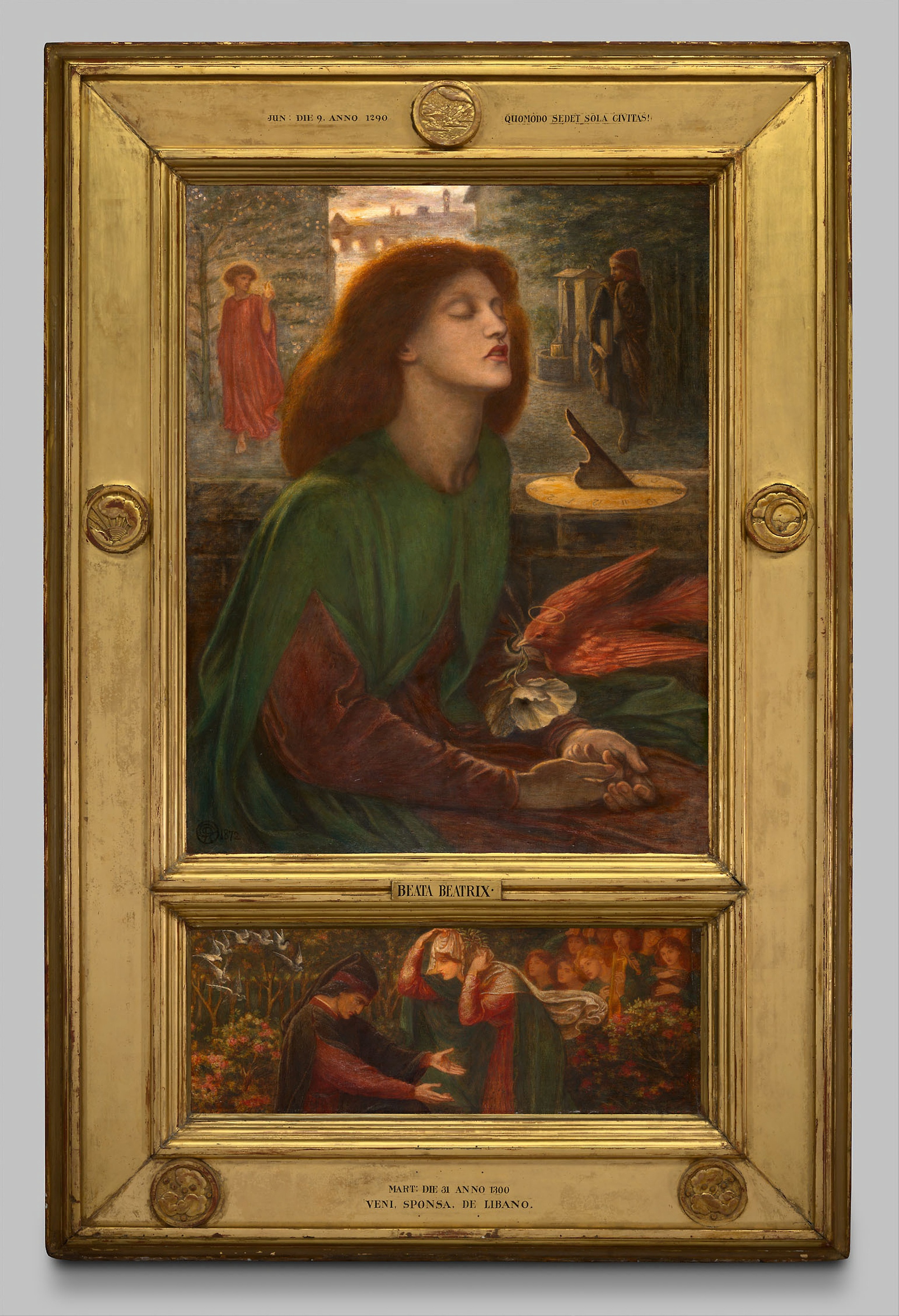
Dante Gabriel Rossetti, Beata Beatrix, c. 1871–1872
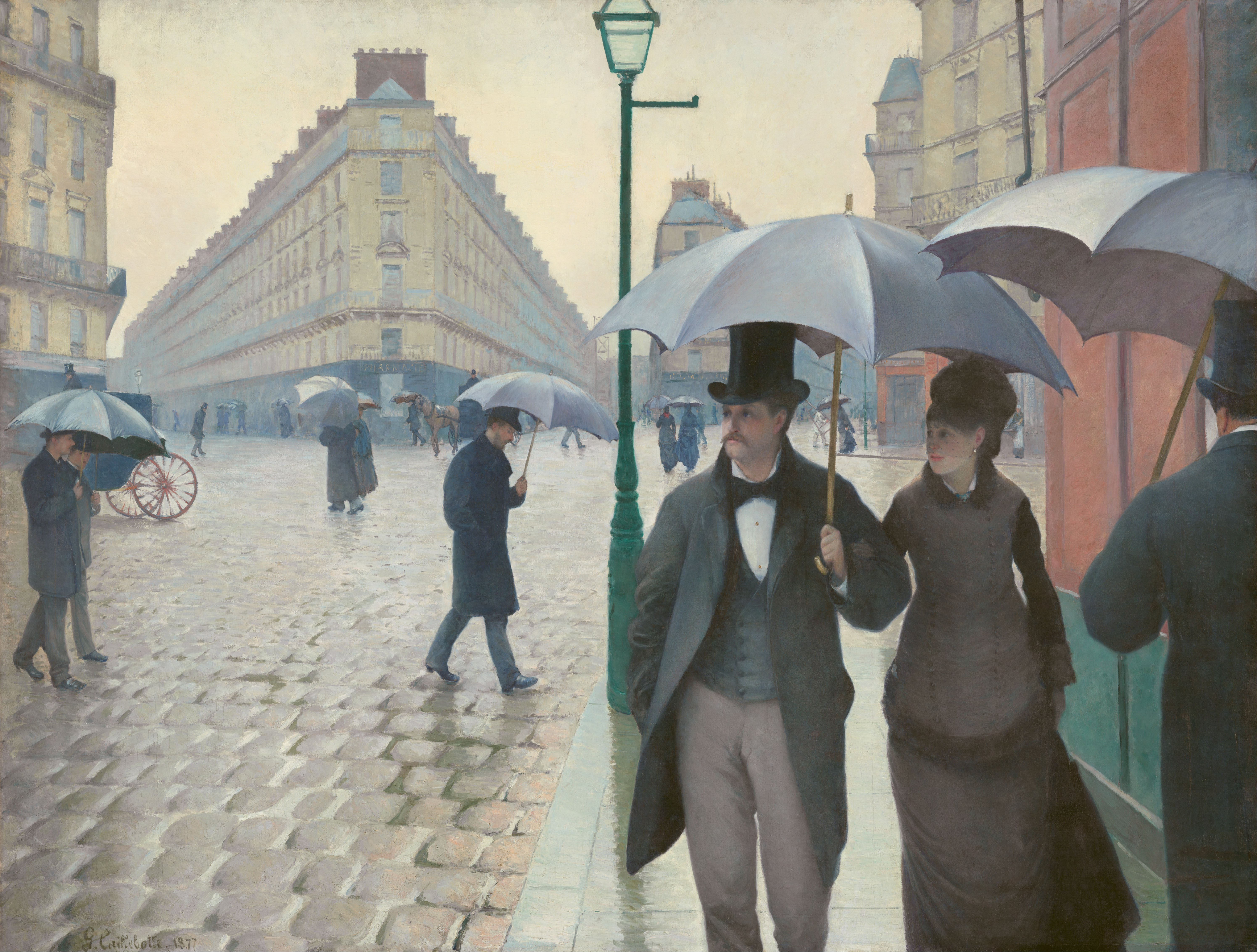
Gustave Caillebotte, Paris Street; Rainy Day, 1876–1877
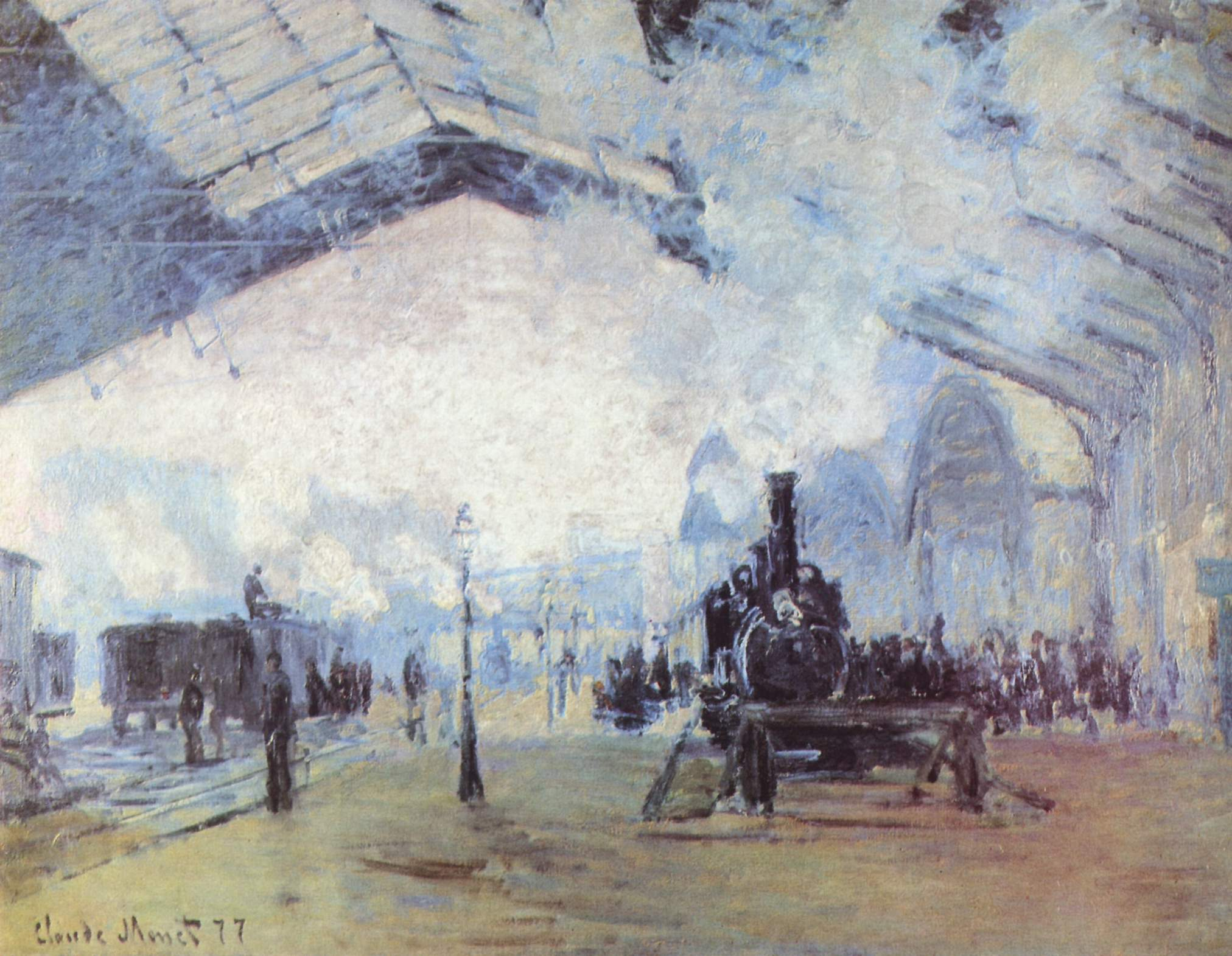
Claude Monet, Arrival of the Normandy Train, Gare Saint-Lazare, 1877
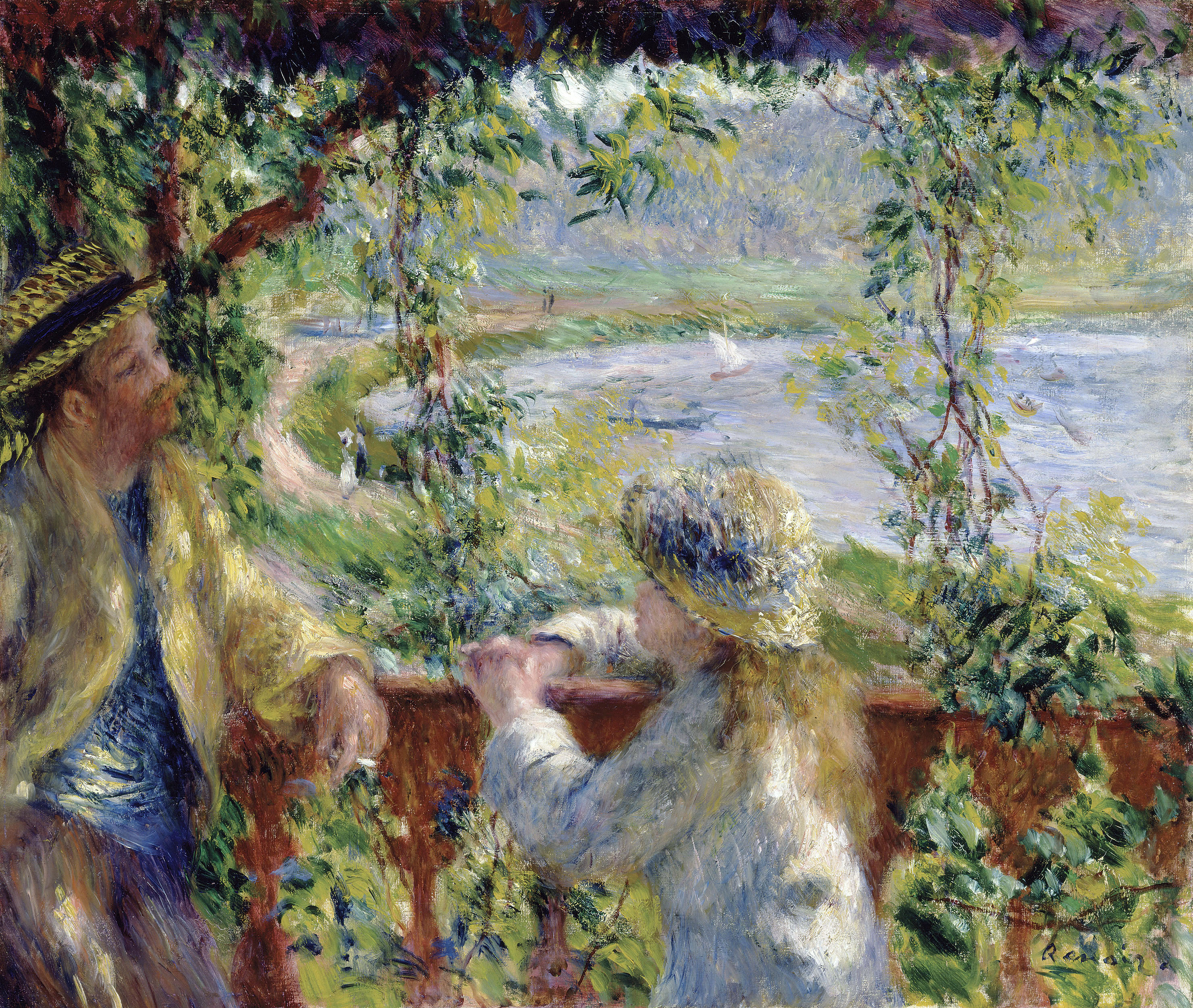
Pierre-Auguste Renoir, By the Water, 1880
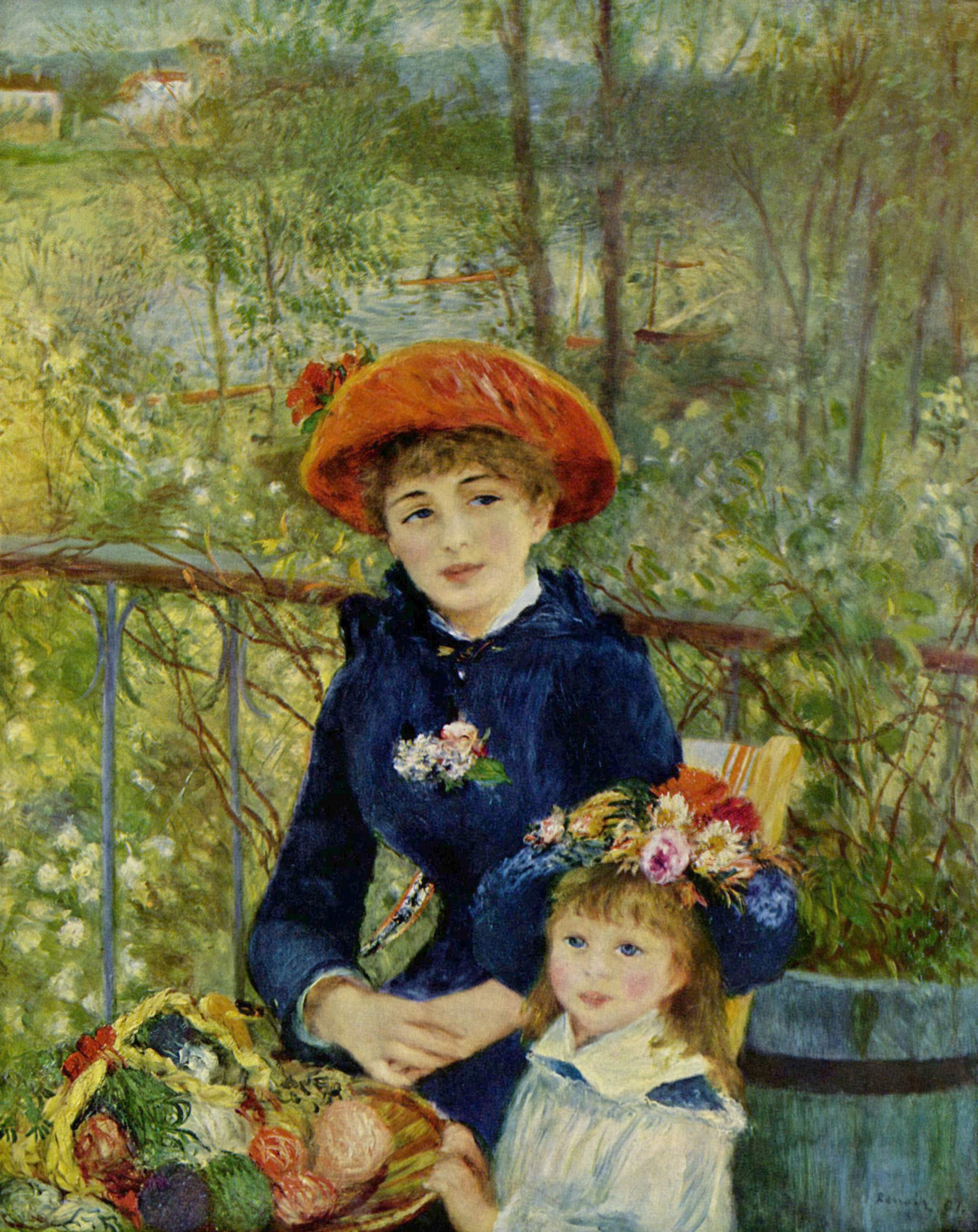
Pierre-Auguste Renoir, Two Sisters (On the Terrace), 1881
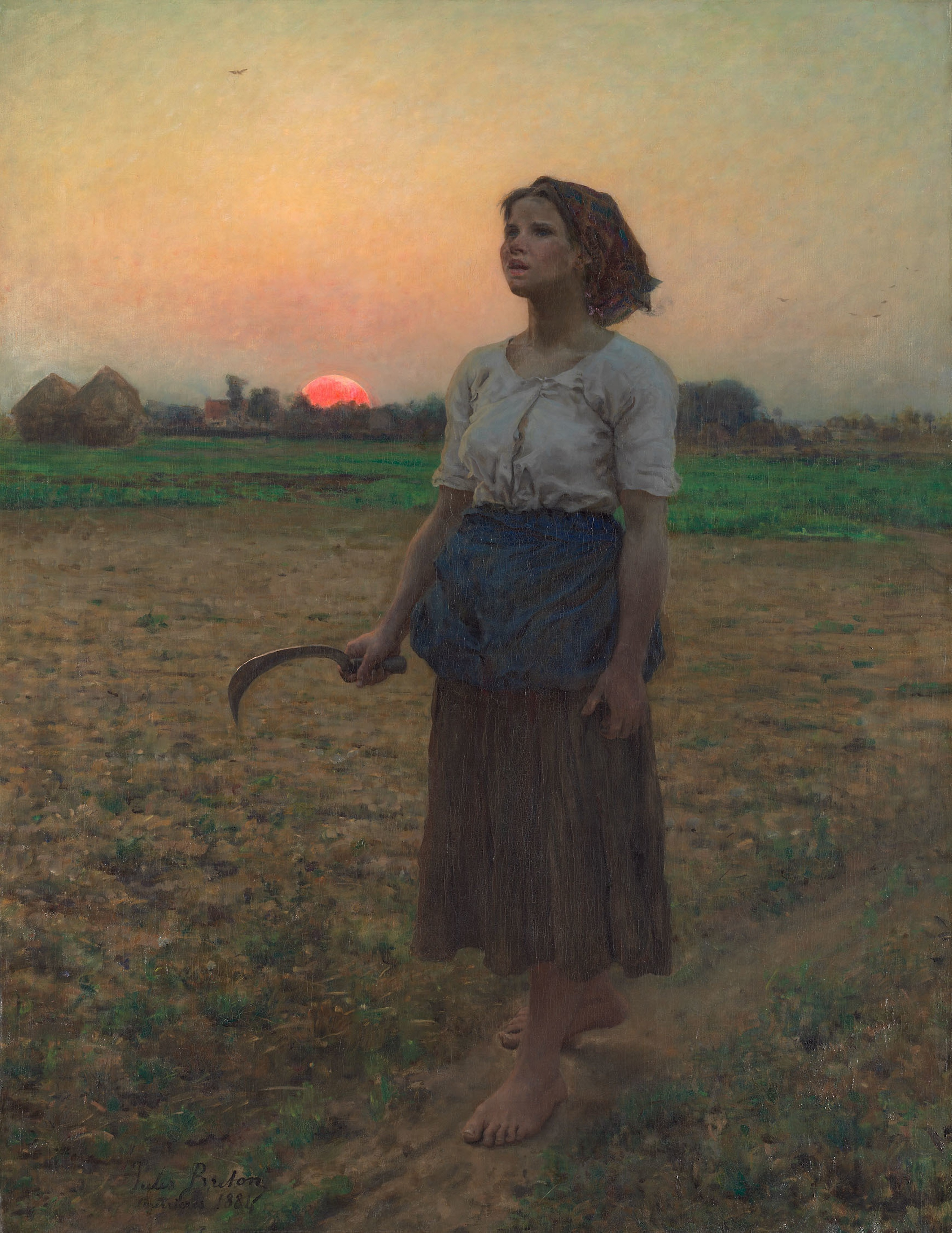
Jules Breton, Song of the Lark, 1884
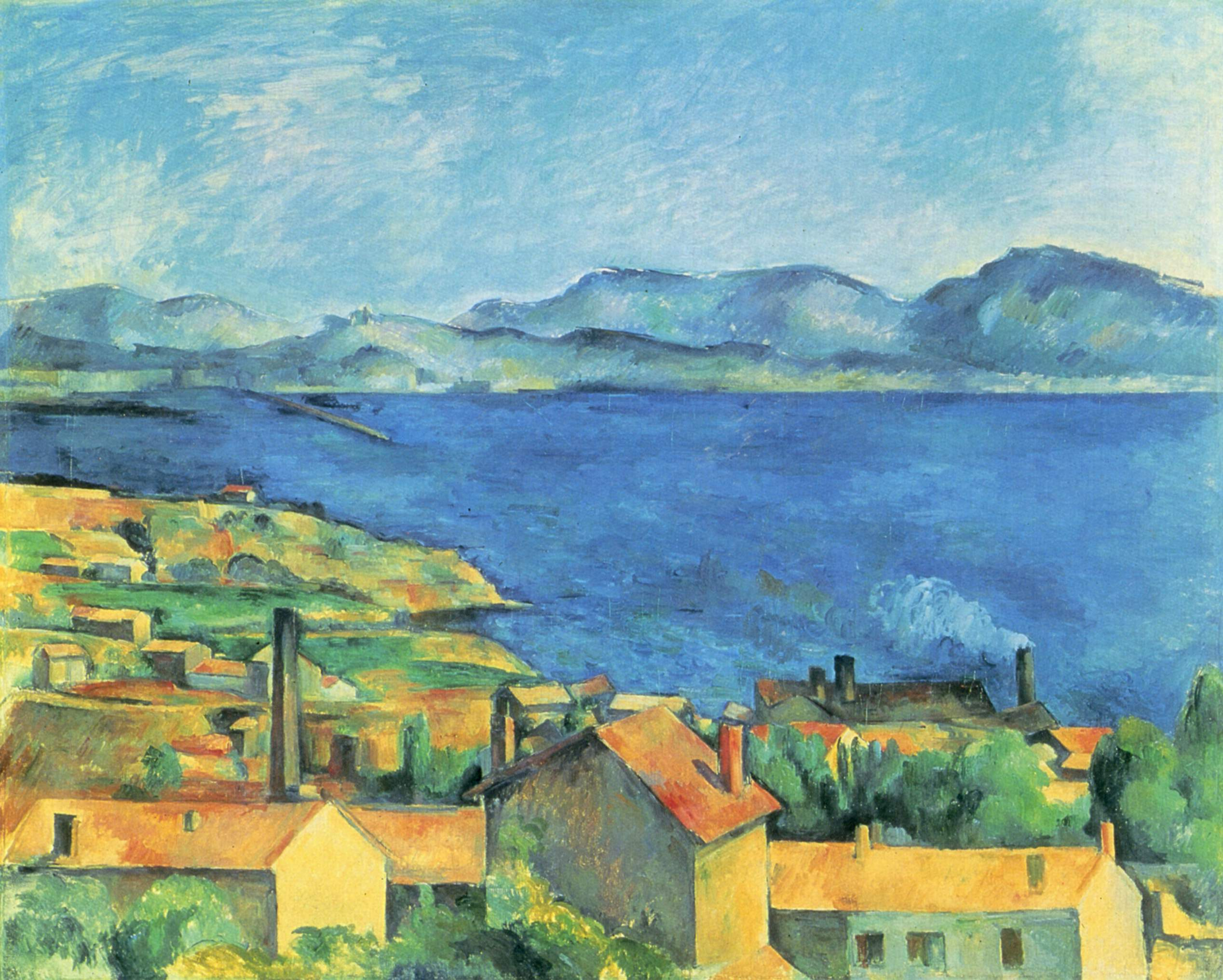
Paul Cézanne, The Bay of Marseilles, view from L'Estaque, 1885
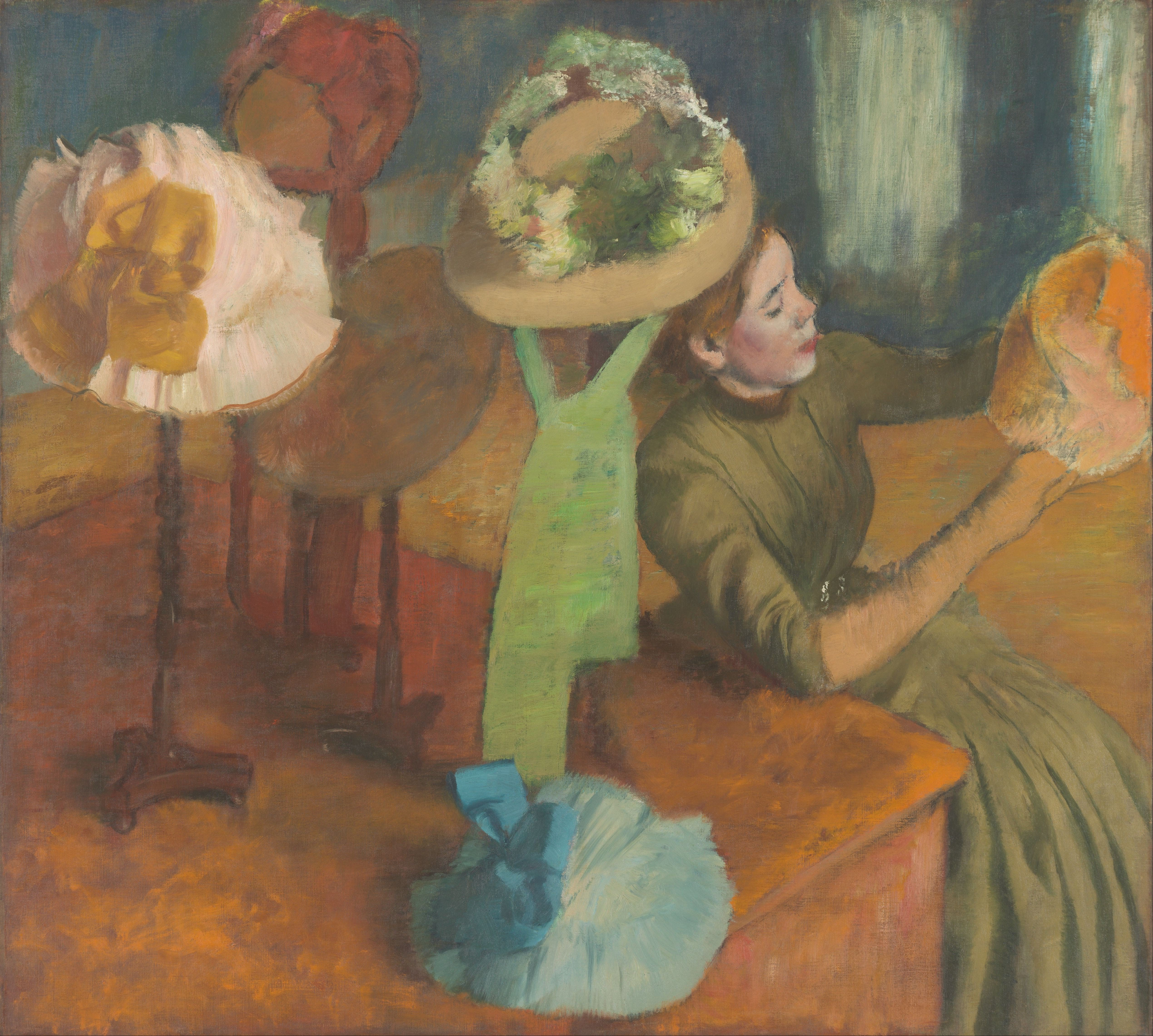
Edgar Degas, The Millinery Shop, 1885
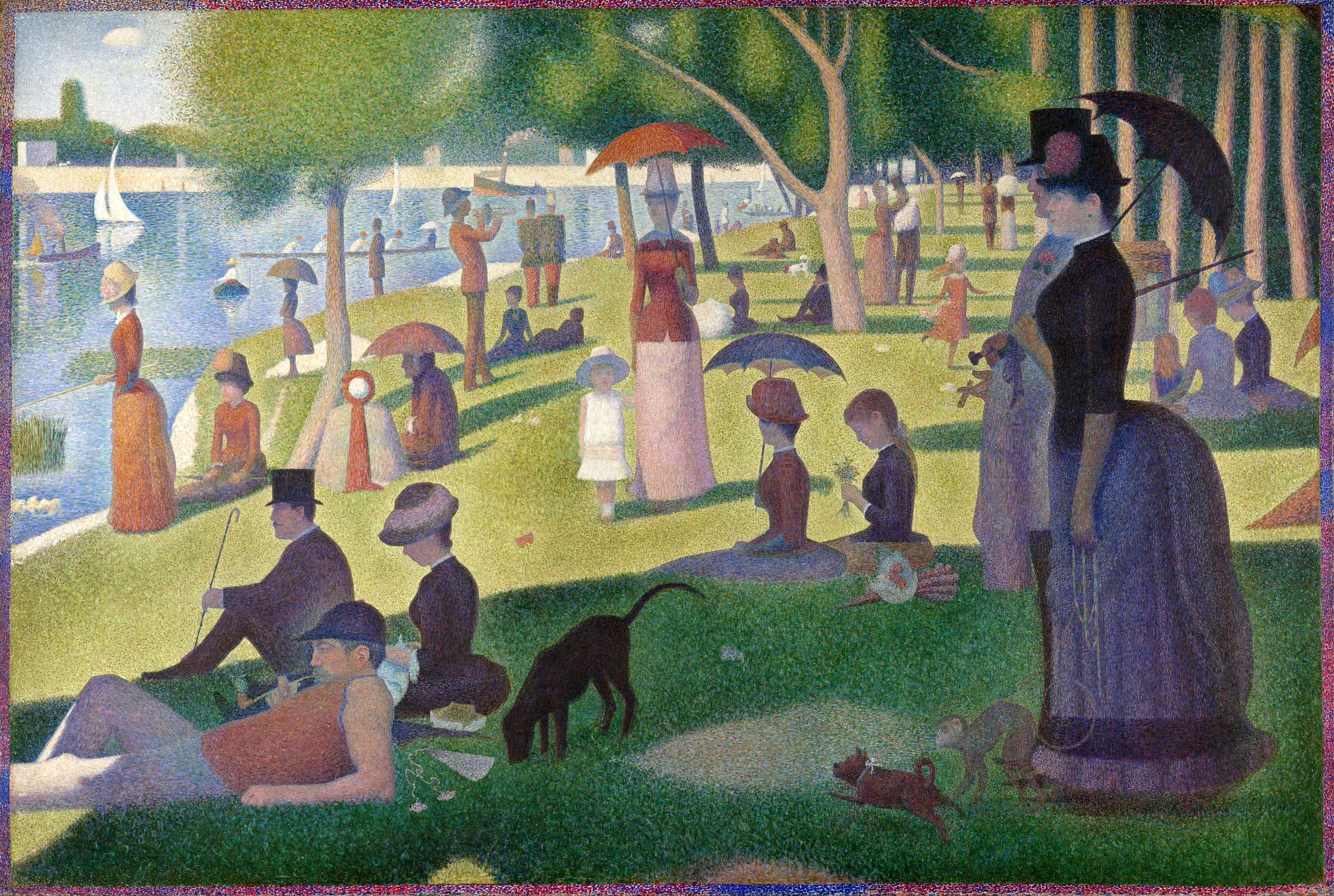
Georges-Pierre Seurat, Sunday Afternoon on the Island of La Grande Jatte 1884–1886
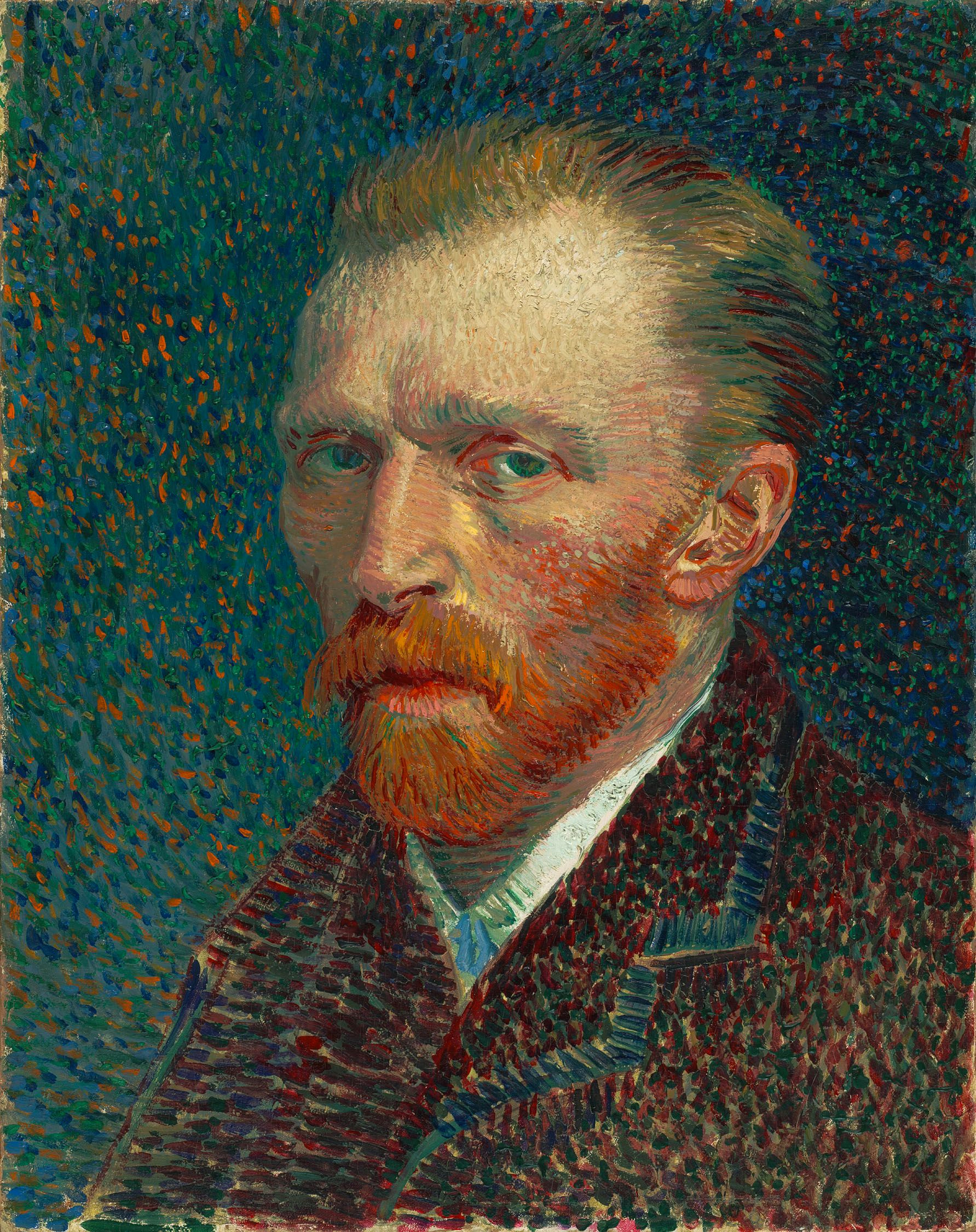
Vincent van Gogh, Self-portrait, 1887
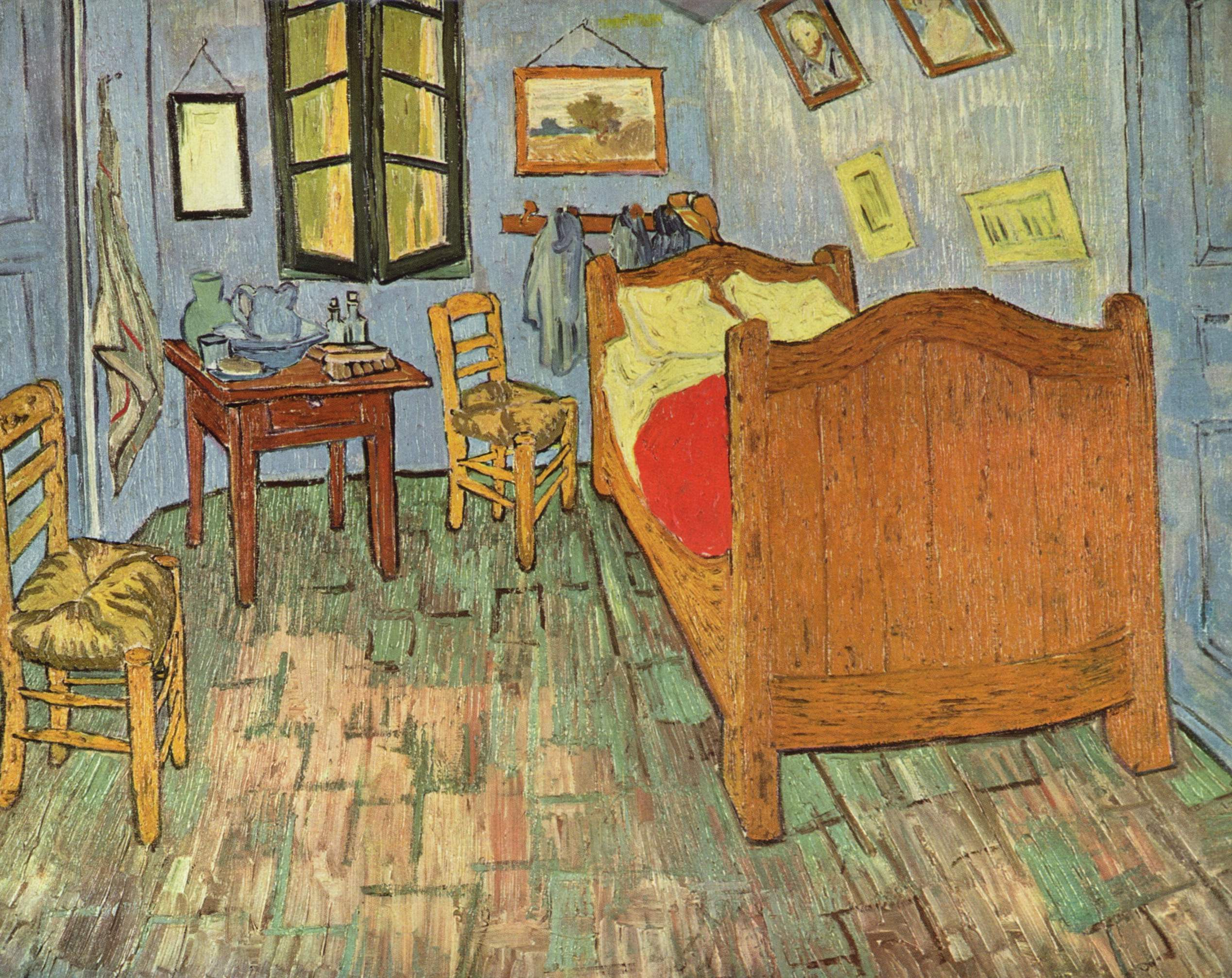
Vincent van Gogh, Bedroom in Arles, 1888
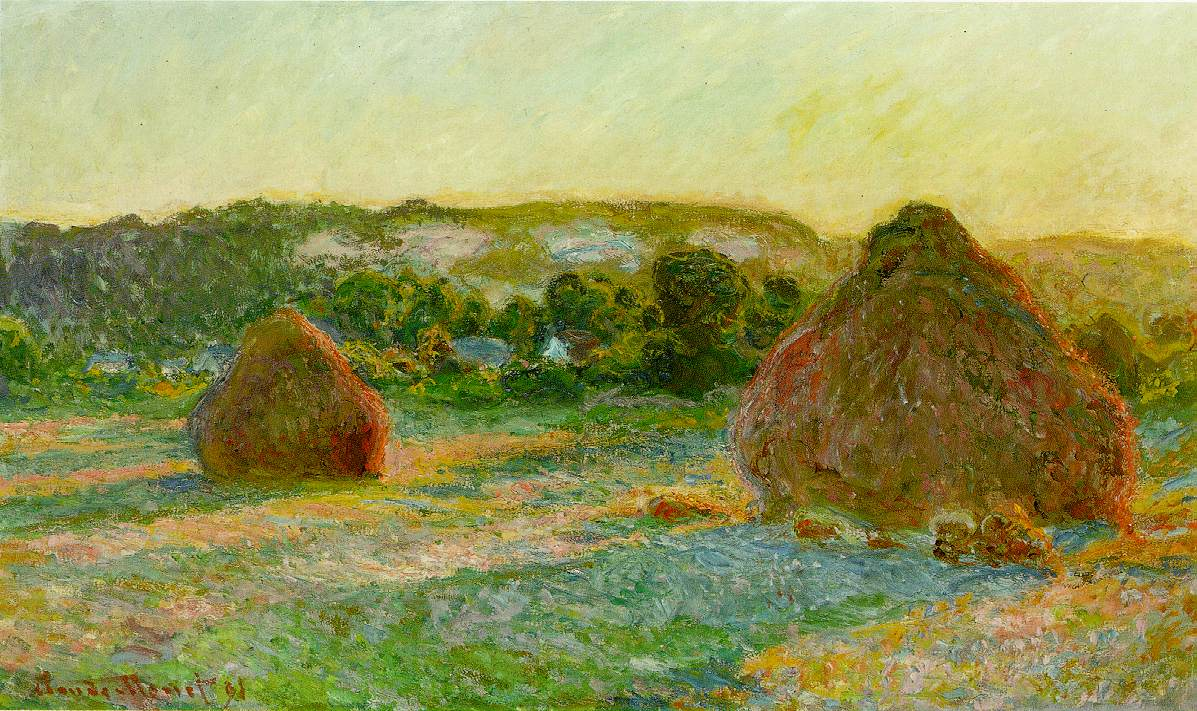
Claude Monet, Wheatstacks (End of Summer), 1890–1891
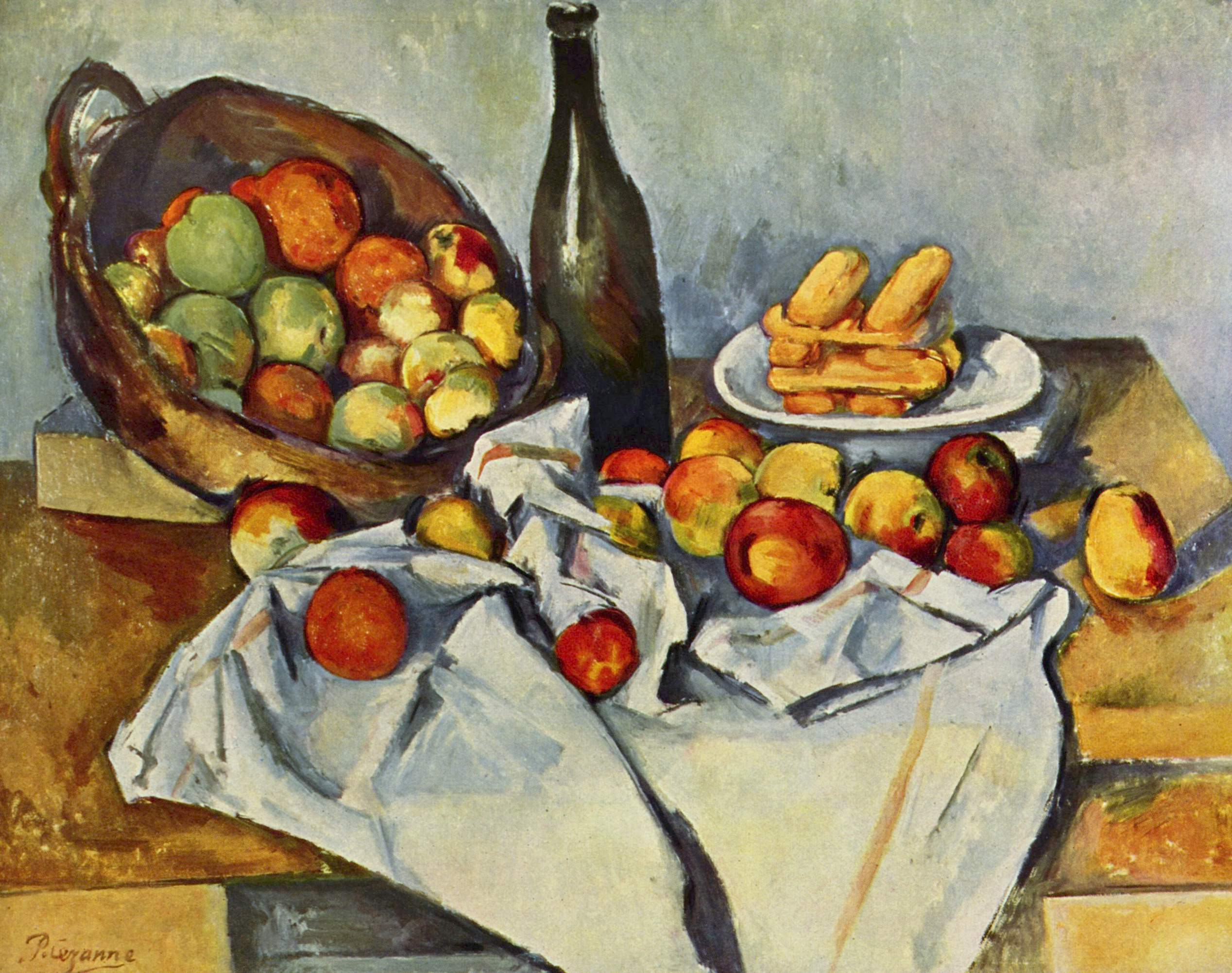
Paul Cézanne, The Basket of Apples, c.1890s
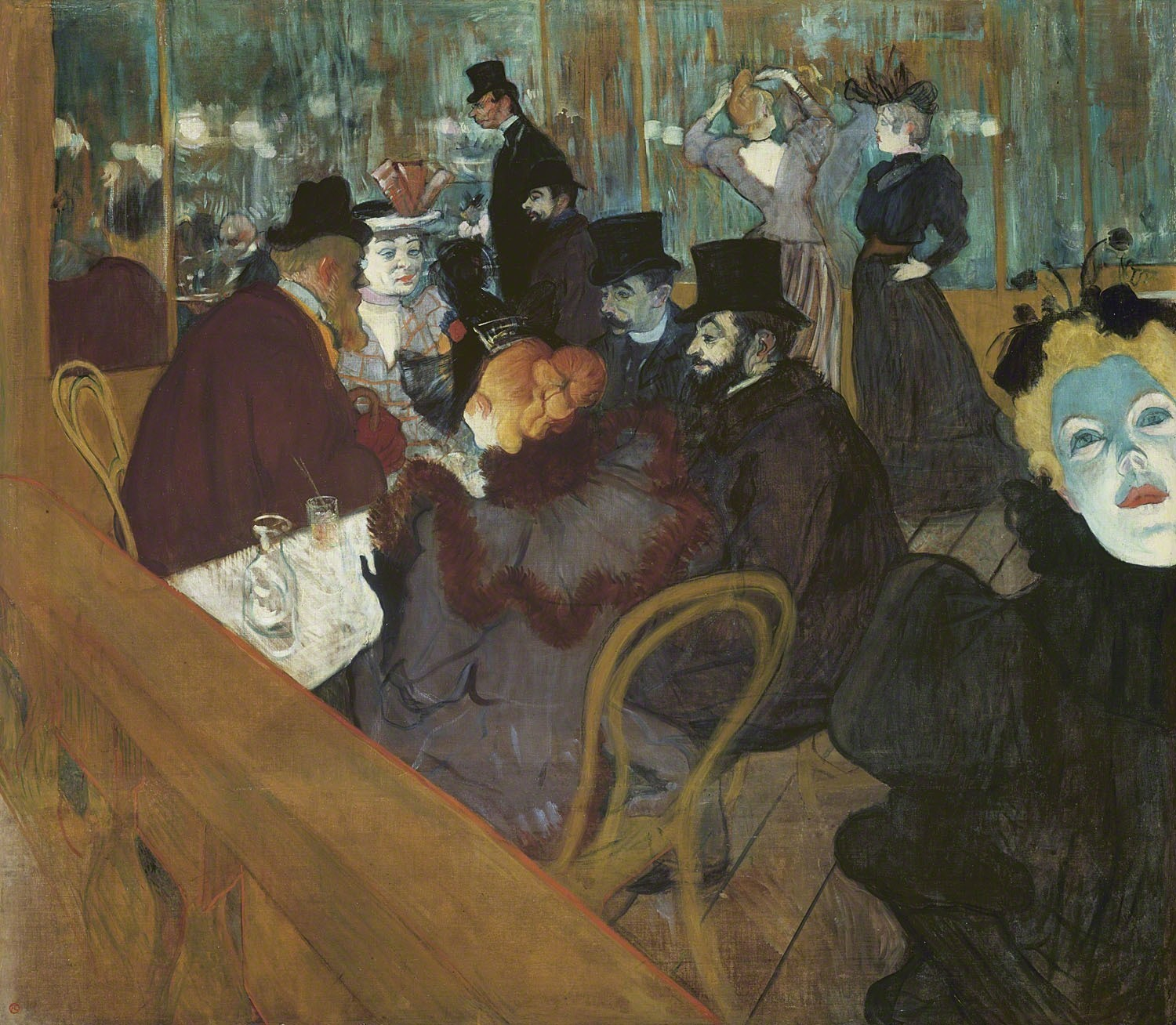
Henri de Toulouse-Lautrec, At the Moulin Rouge, 1892
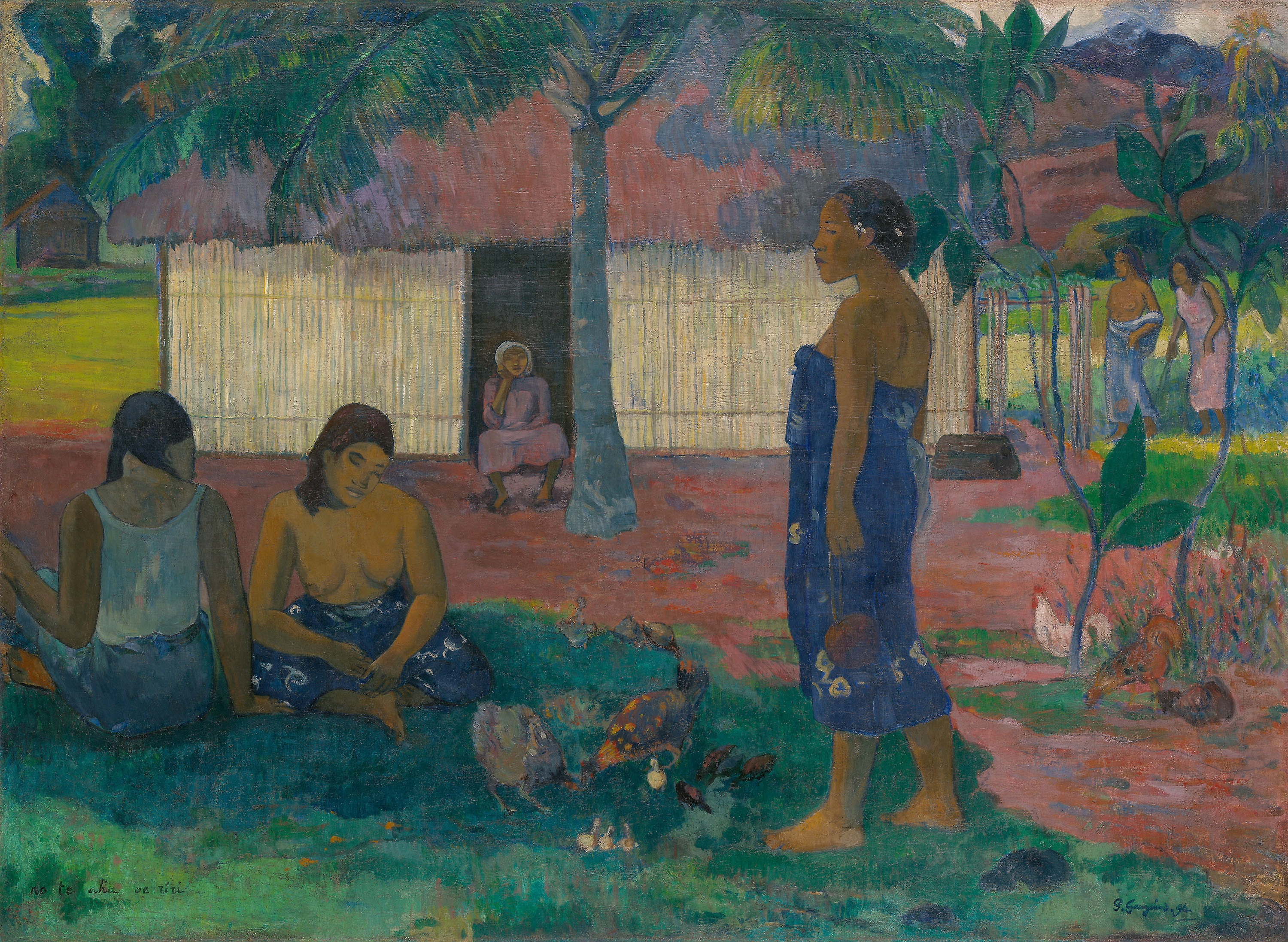
Paul Gauguin, Why are you angry? (No te aha oe Riri), 1896
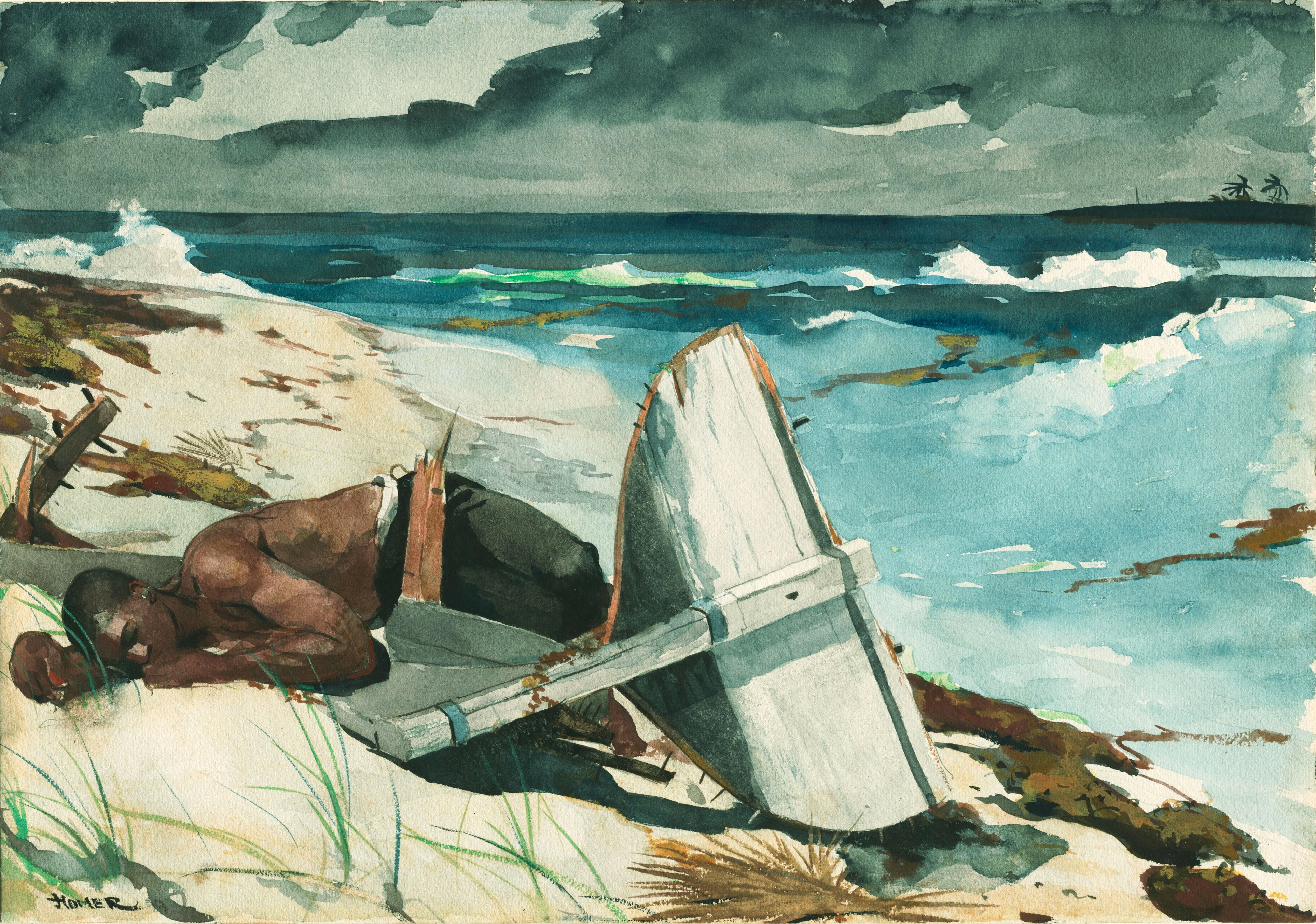
Winslow Homer, After the Hurricane, 1899
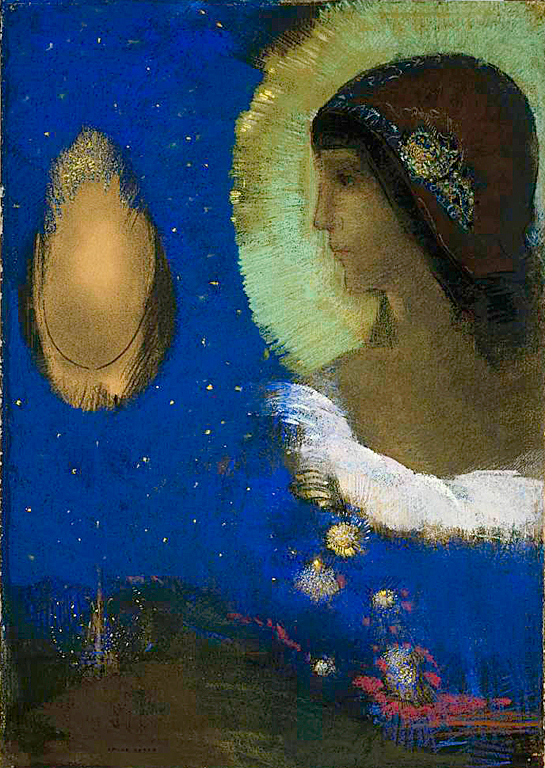
Odilon Redon, Sita, 1903
Pablo Picasso, 1904, Woman with a Helmet of Hair, bột màu trên bảng bột gỗ tanPablo Picasso, 1904, Woman with a Helmet of Hair, bột màu trên bảng bột gỗ tan
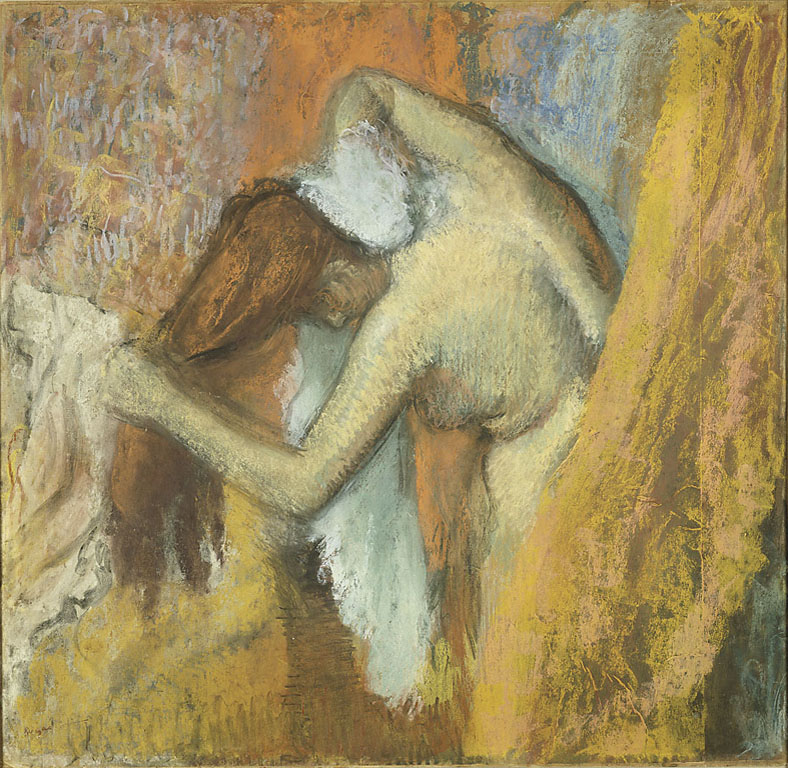
Edgar Degas, Woman at Her Toilette, c. 1900–1905
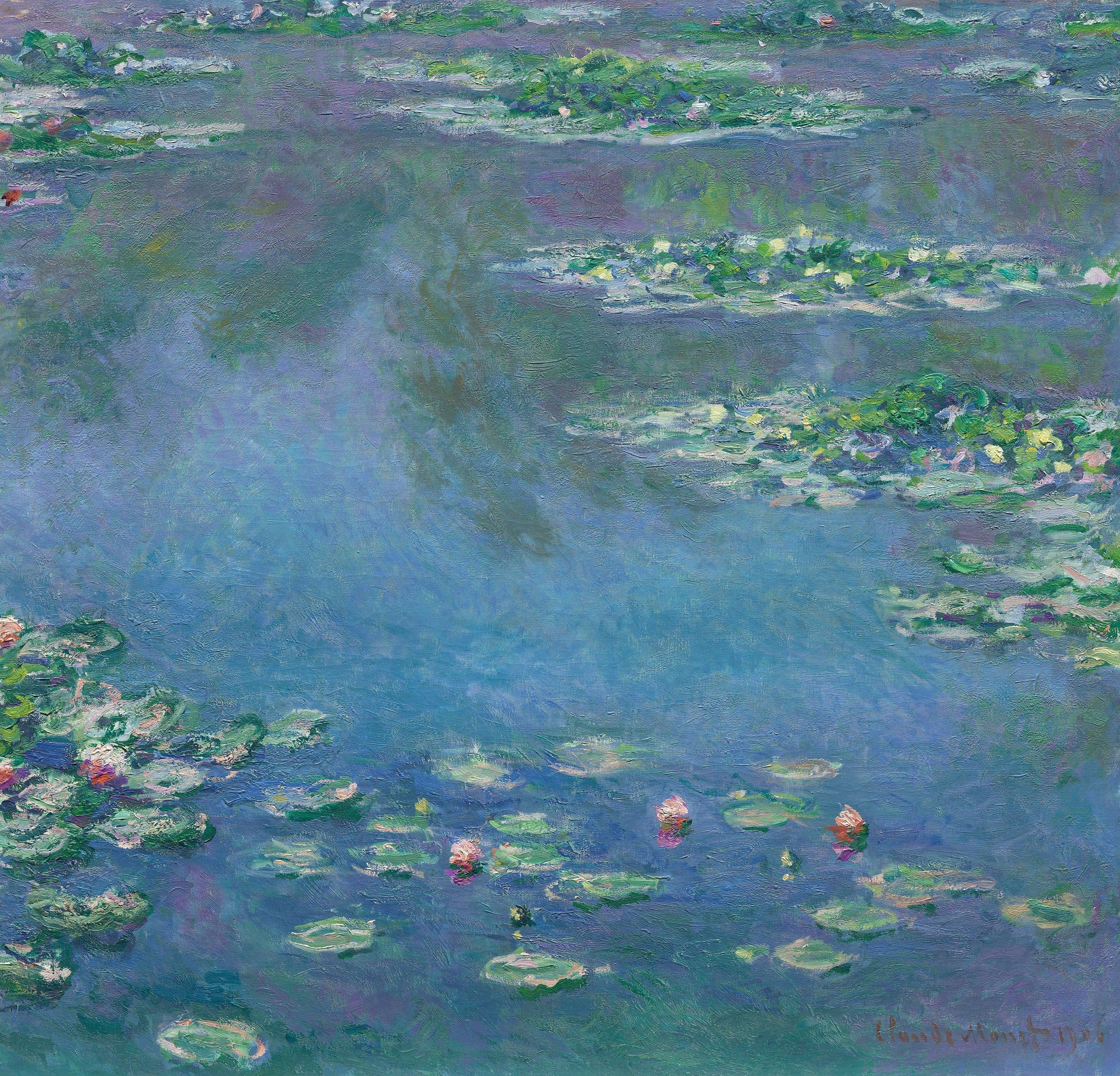
Claude Monet, Water Lilies, 1906
Pablo Picasso, 1909, Head of a Woman (Tête de femme)Pablo Picasso, 1909, Head of a Woman (Tête de femme)
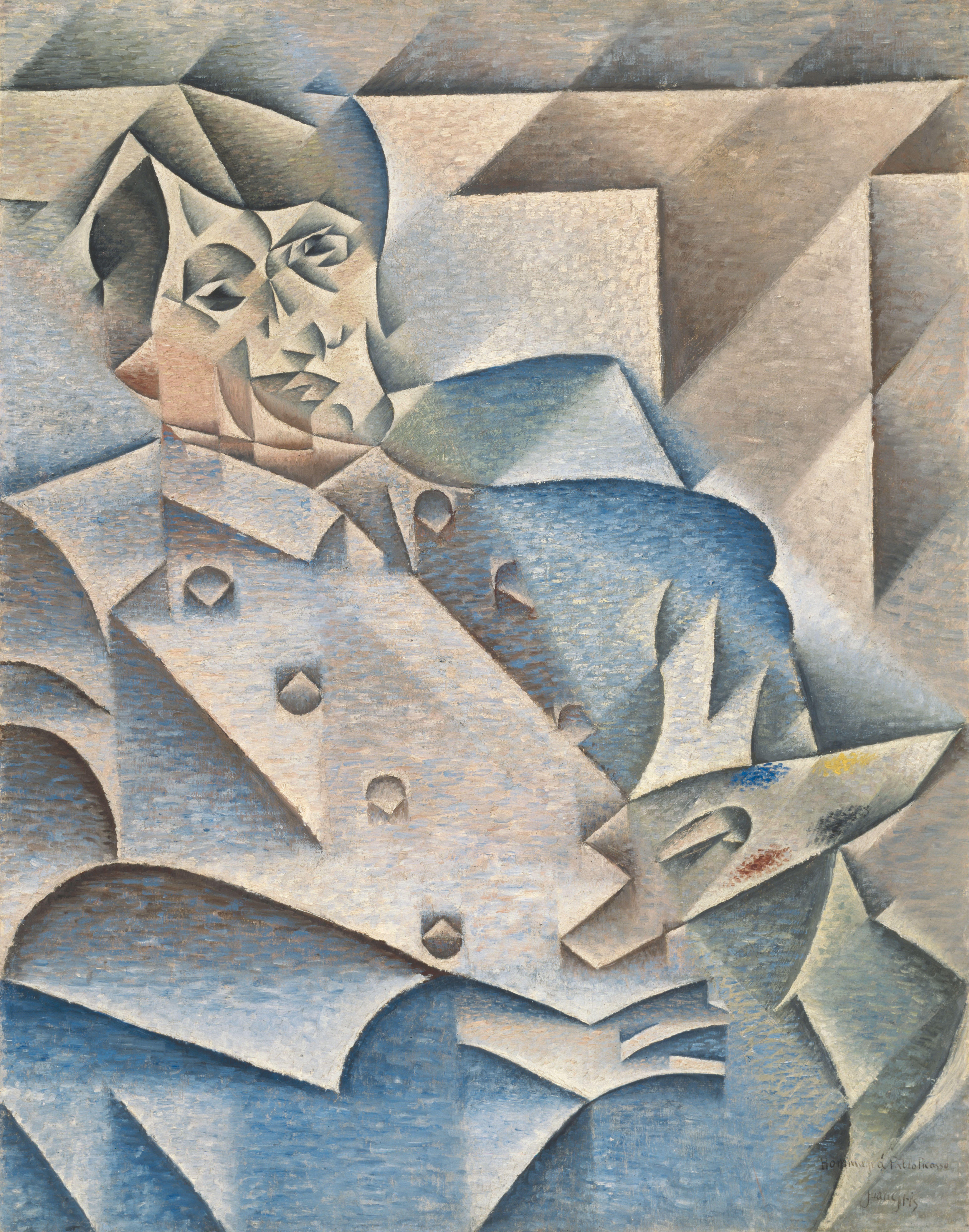
Juan Gris, Portrait of Picasso, 1912
Jean Metzinger, 1913, La Femme à l'Éventail (Woman with a Fan)Jean Metzinger, 1913, La Femme à l'Éventail (Woman with a Fan)
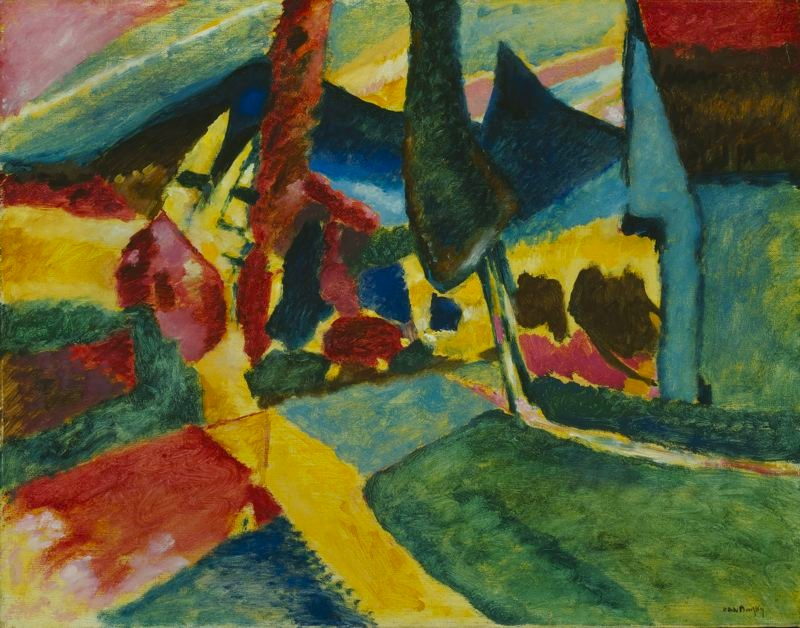
Wassily Kandinsky, 1912, Landscape With Two Poplars
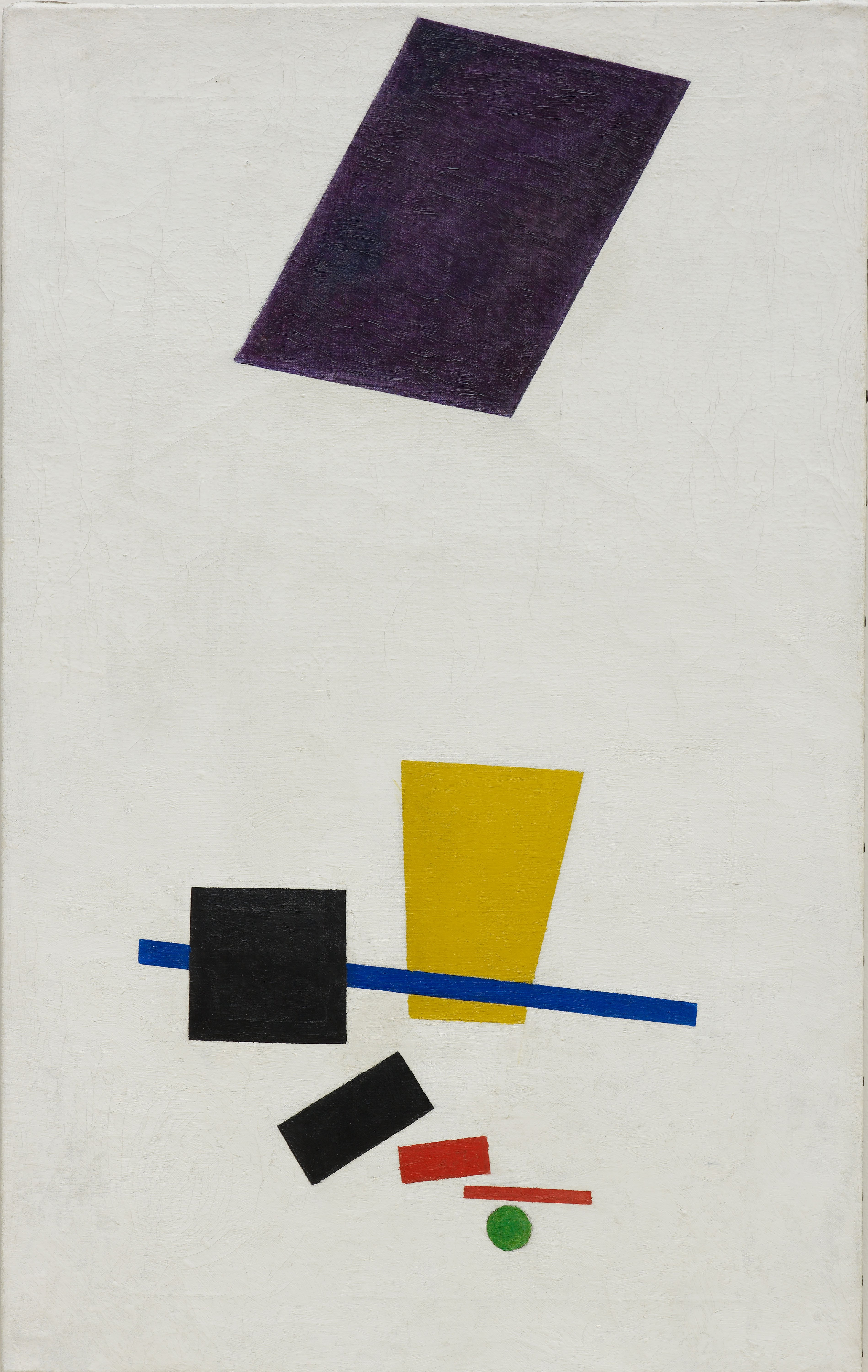
Kazimir Malevich, Painterly Realism of a Football Player—Color Masses in the 4th Dimension, 1915
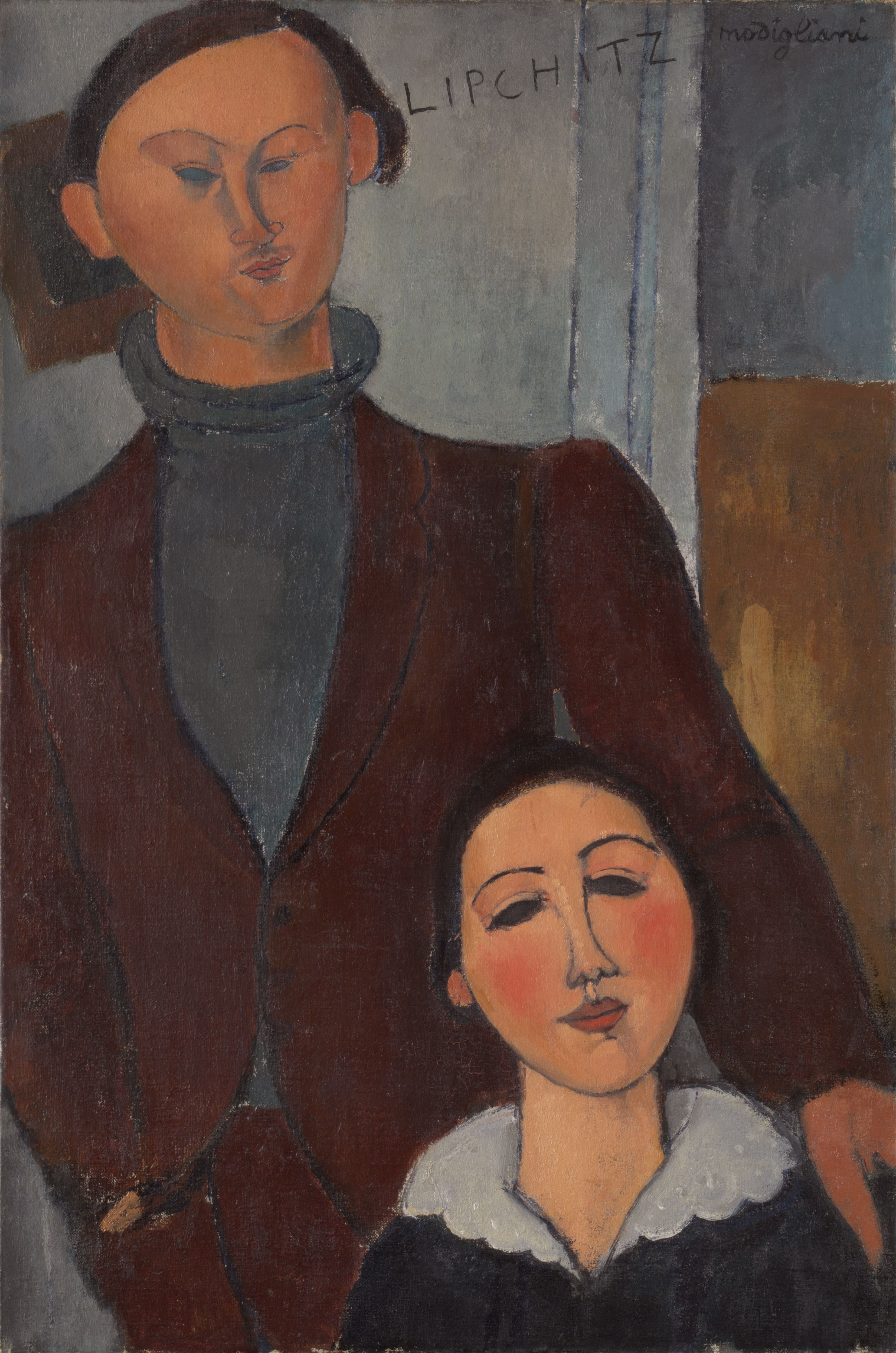
Amedeo Modigliani, Jacques and Berthe Lipchitz, 1916
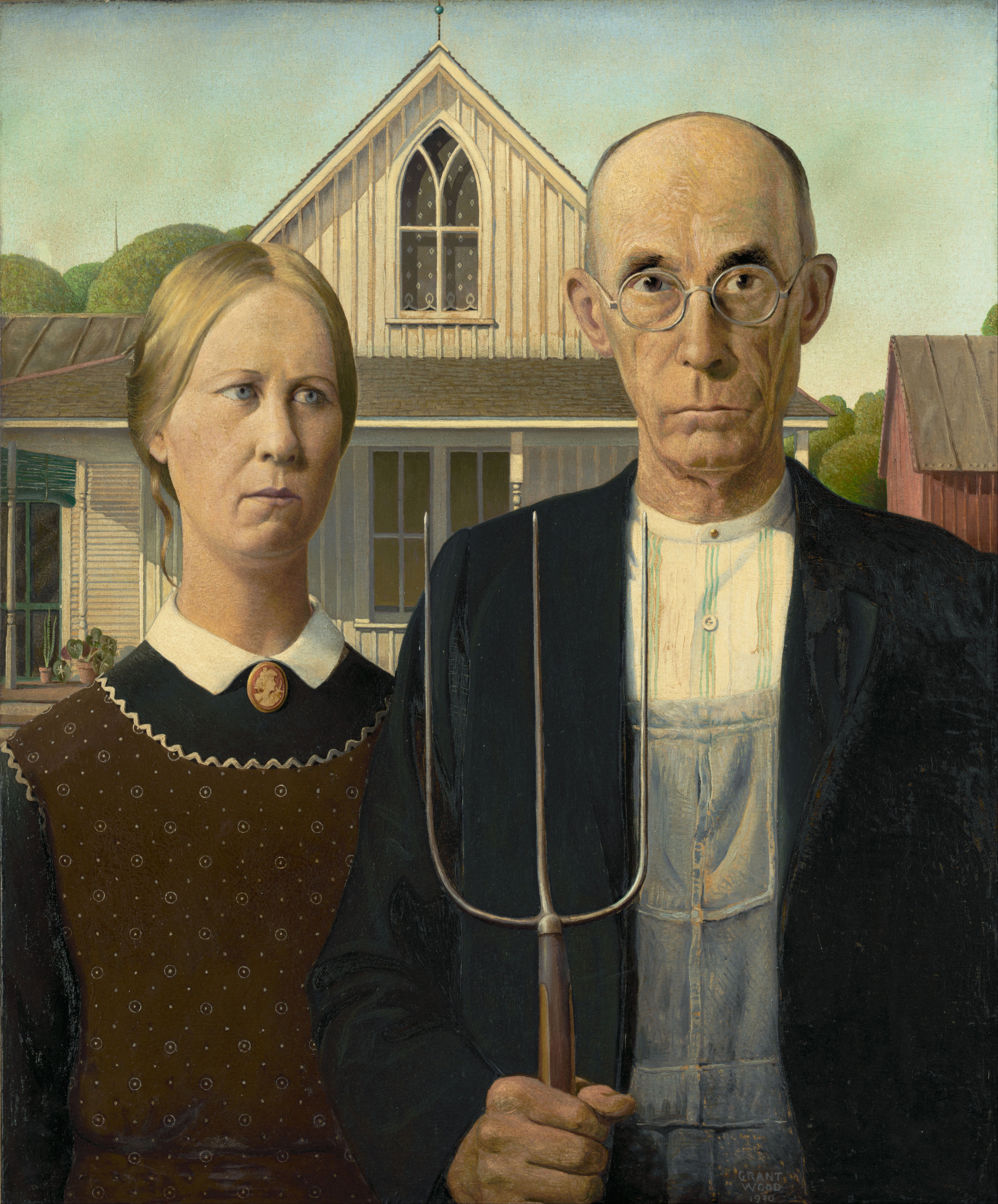
Grant Wood, American Gothic, 1930

### Tượng

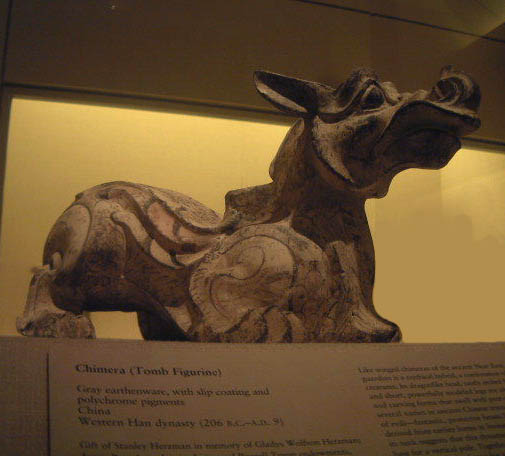
Một thời nhà Hán (206 trước Công nguyên - 220 sau Công nguyên), tác phẩm điêu khắc trên lăng mộ của một sinh vật pixiu (hay chimera)
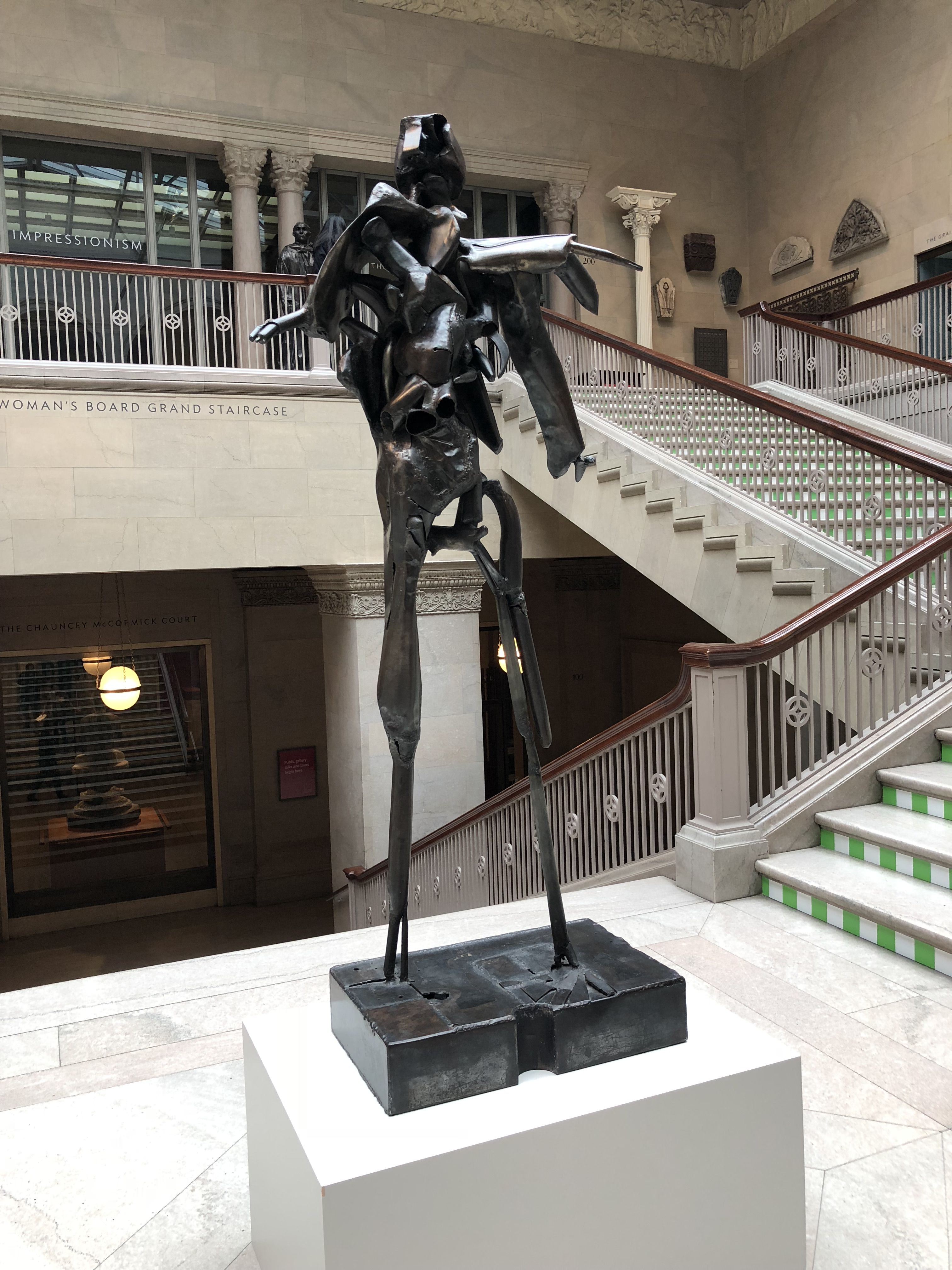
Richard Hunt, Hero Construction, 1958
Alexander Calder, Flying Dragon, 1975Alexander Calder, Flying Dragon, 1975
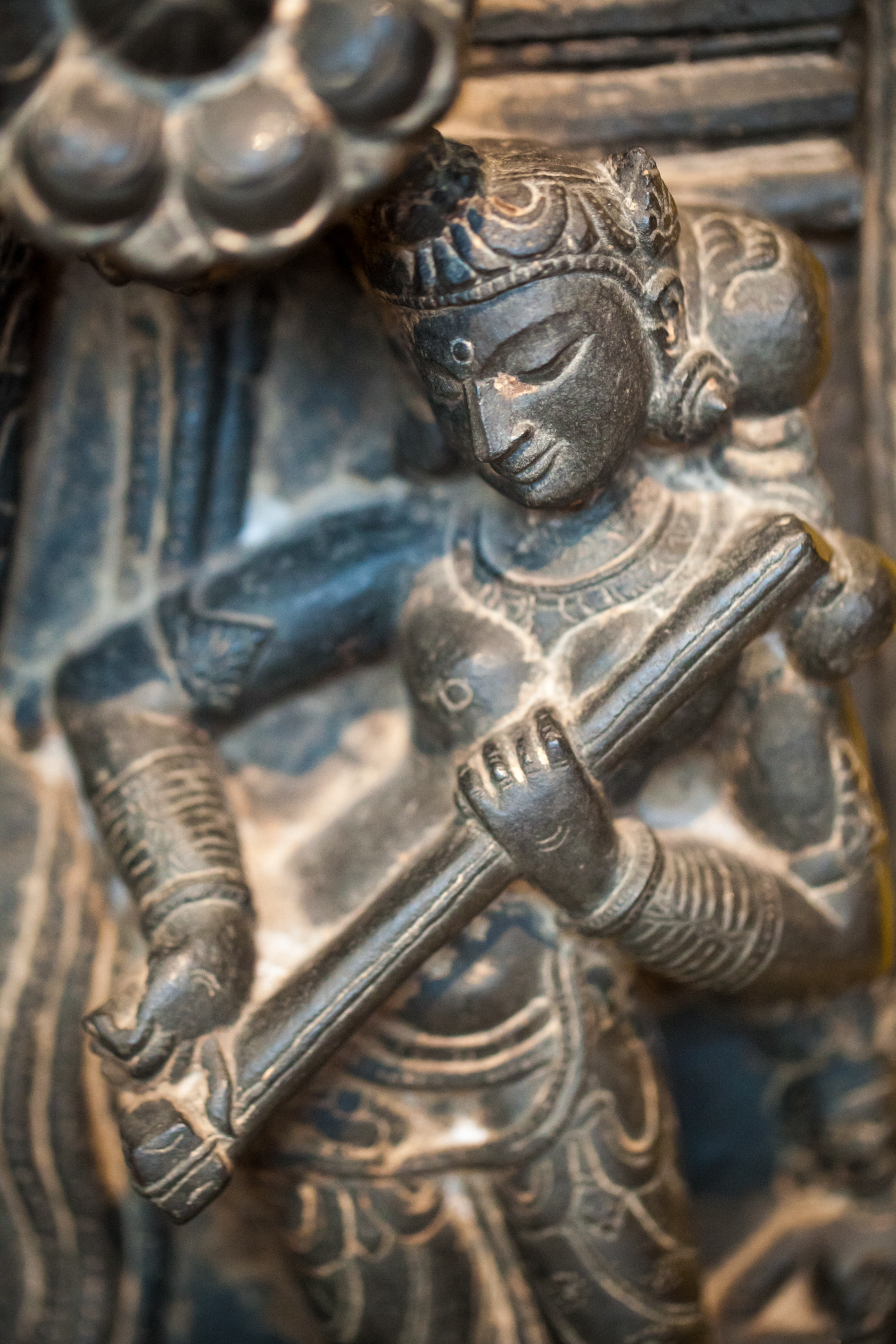
Saraswati đang chơi alapini vina, Bangladesh, Pala giai đoạn thế kỷ 10-12 CN.

### Các tác phẩm nổi bật từ bộ sưu tập

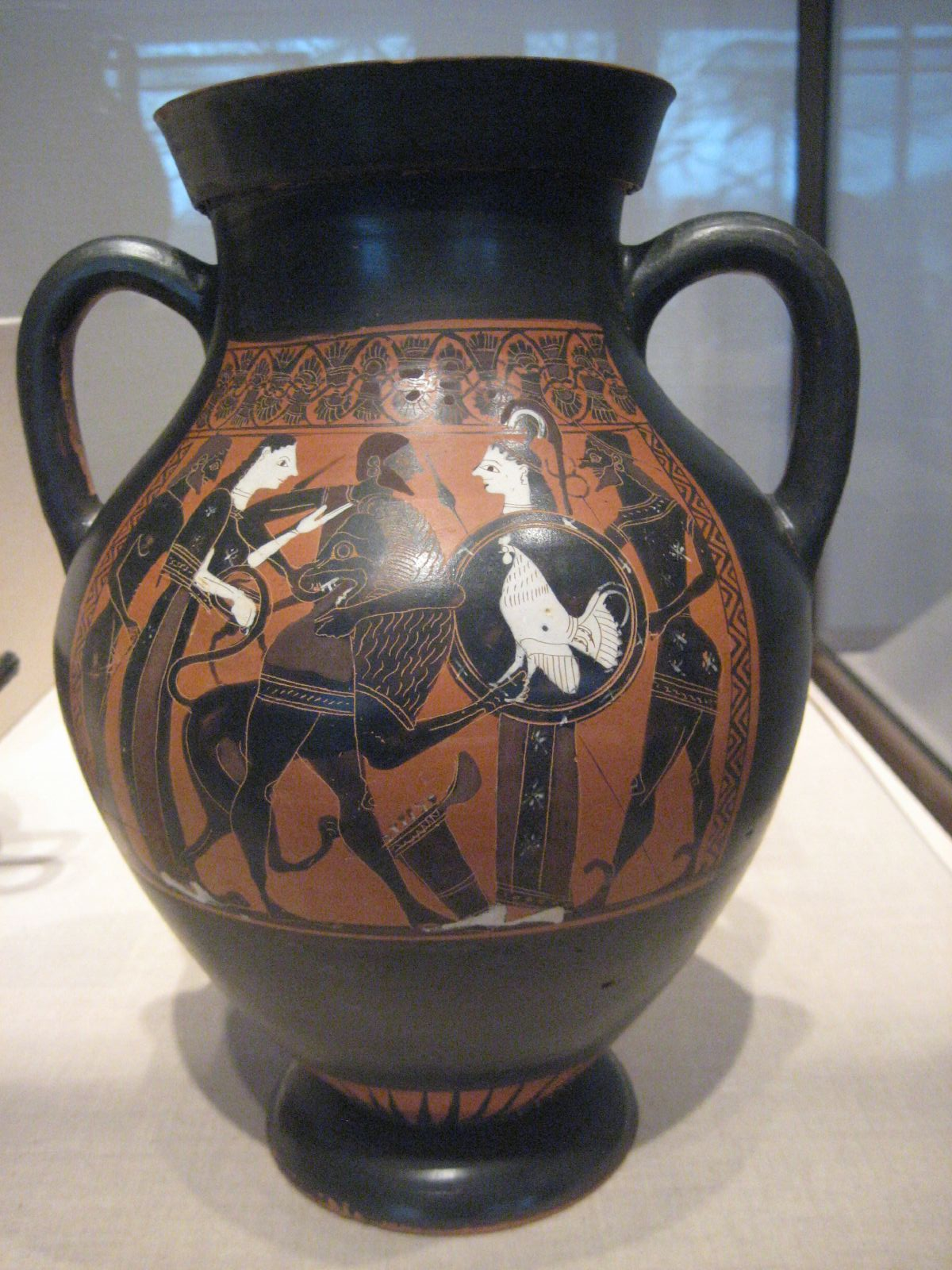
Amphora Hy Lạp cổ đại mô tả Herakles giết chết Sư tử Nemean, với Iolaus và Nemea ở bên trái và Athena và Hermes ở bên phải. 550–525 trước Công nguyên.
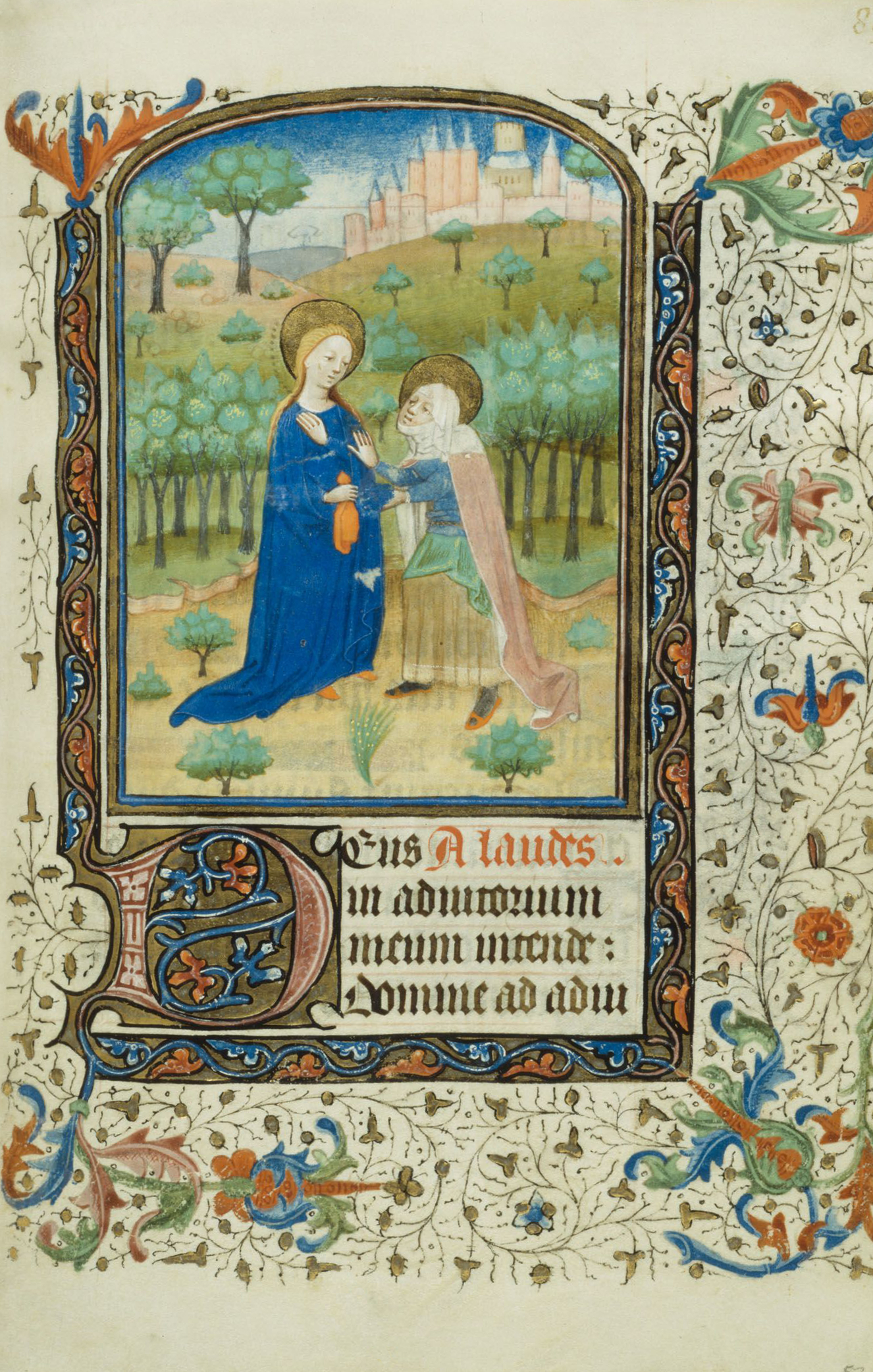
Trang Bản thảo từ Cuốn sách của thời gian, c. 1440/45
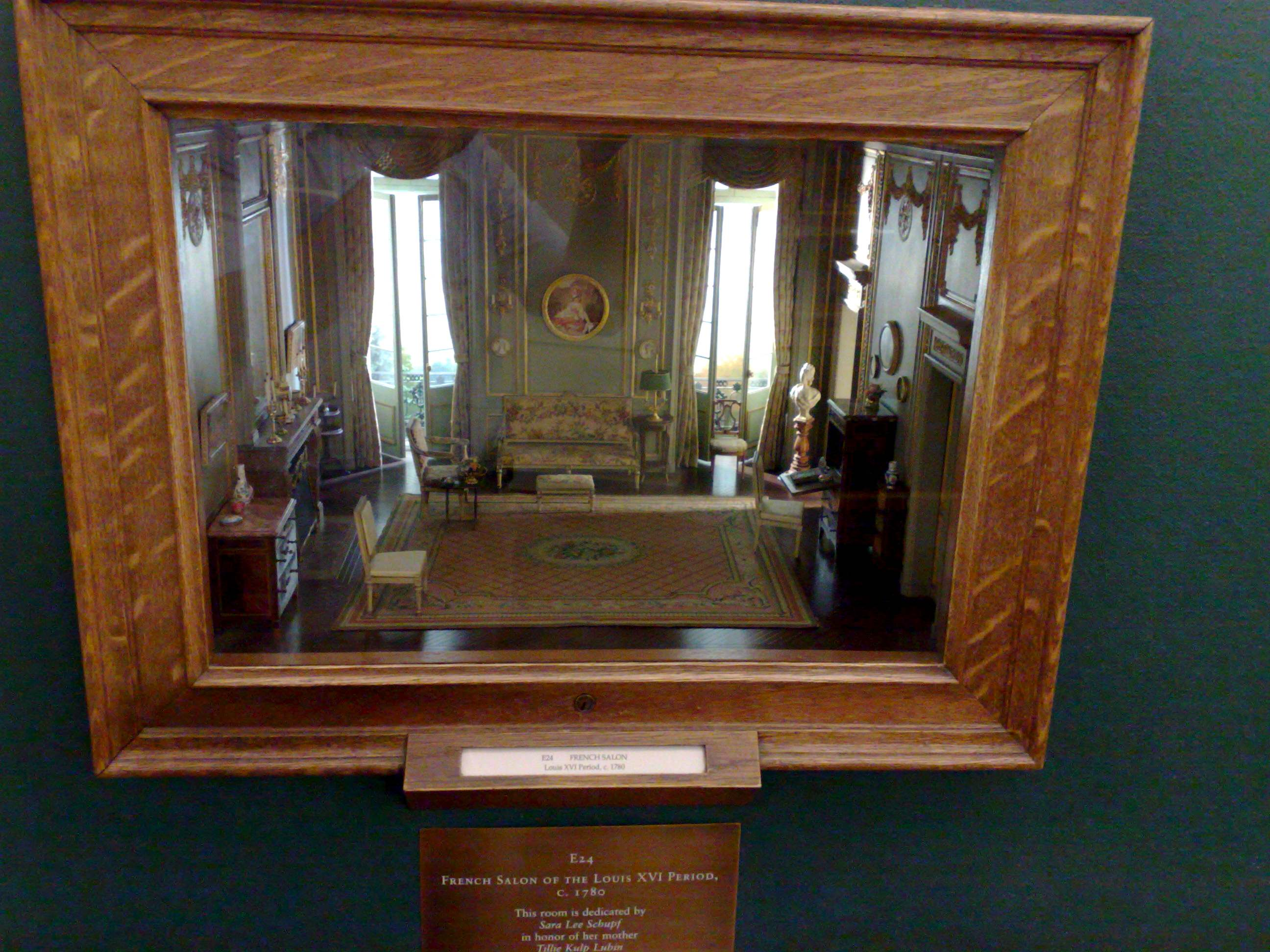
Một trong những Phòng Ngai vàng thu nhỏ, c. 1930s
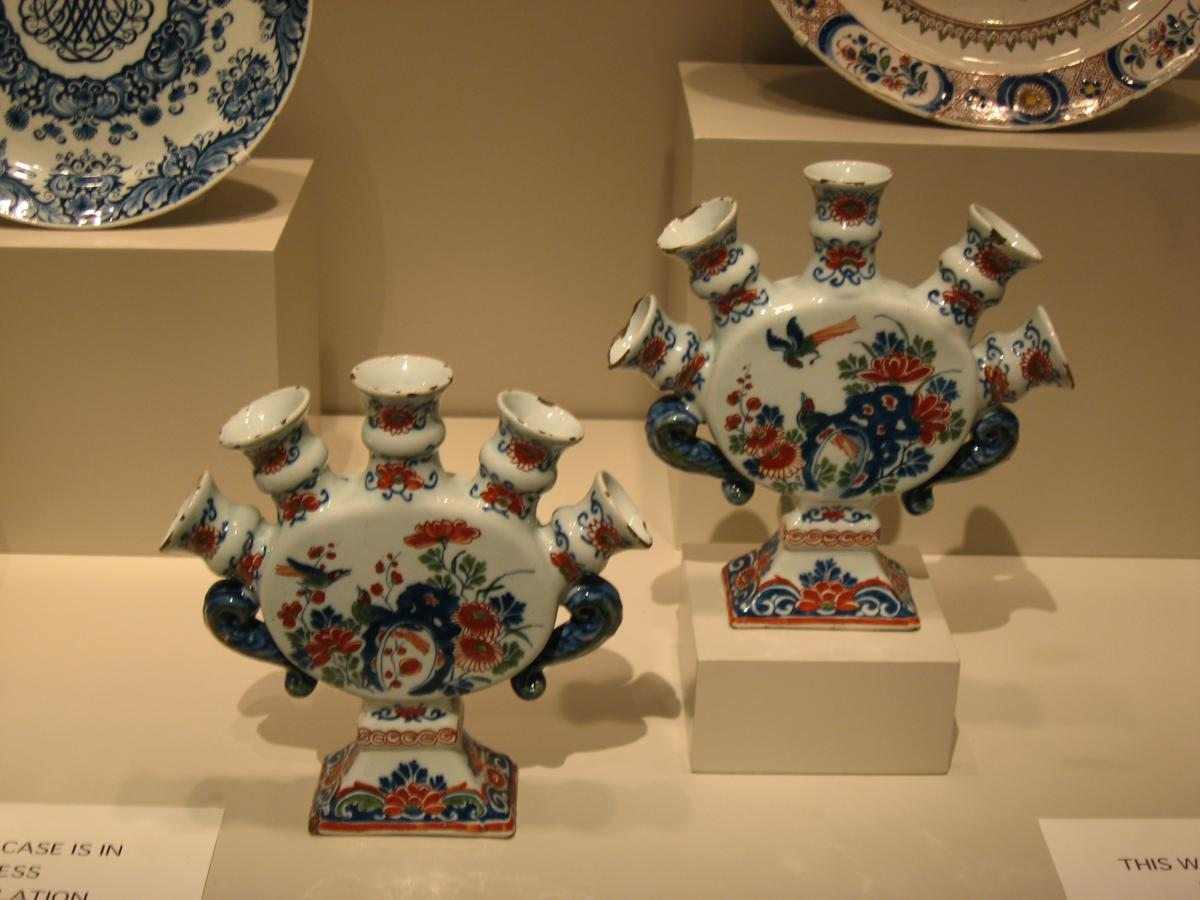
Các mảnh từ bộ sưu tập đồ sứ ở Viện Nghệ thuật Chicago
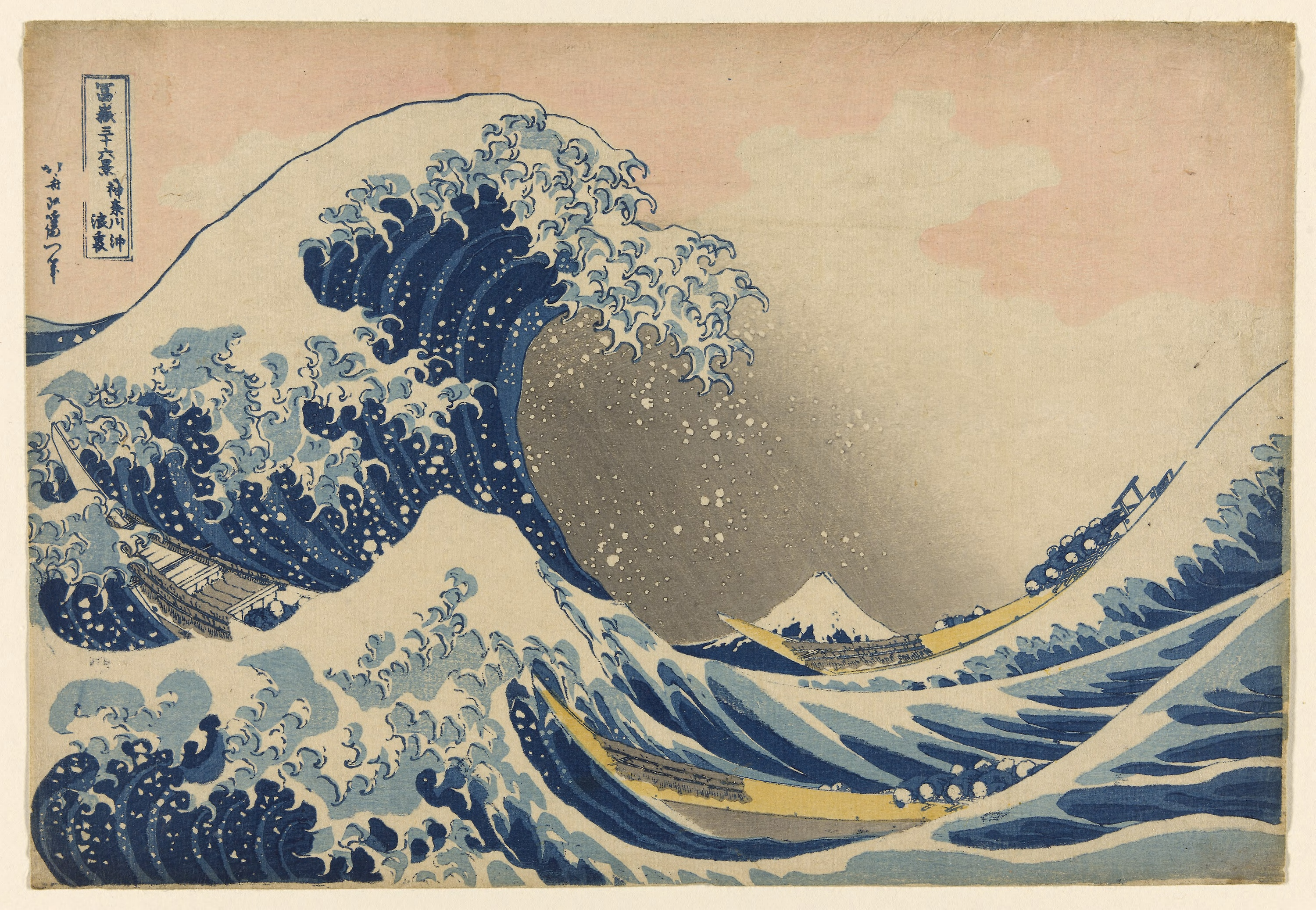
The Great Wave off Kanagawa (Under the Wave off Kanagawa) Bản in khắc gỗ Nhật Bản của Hokusai
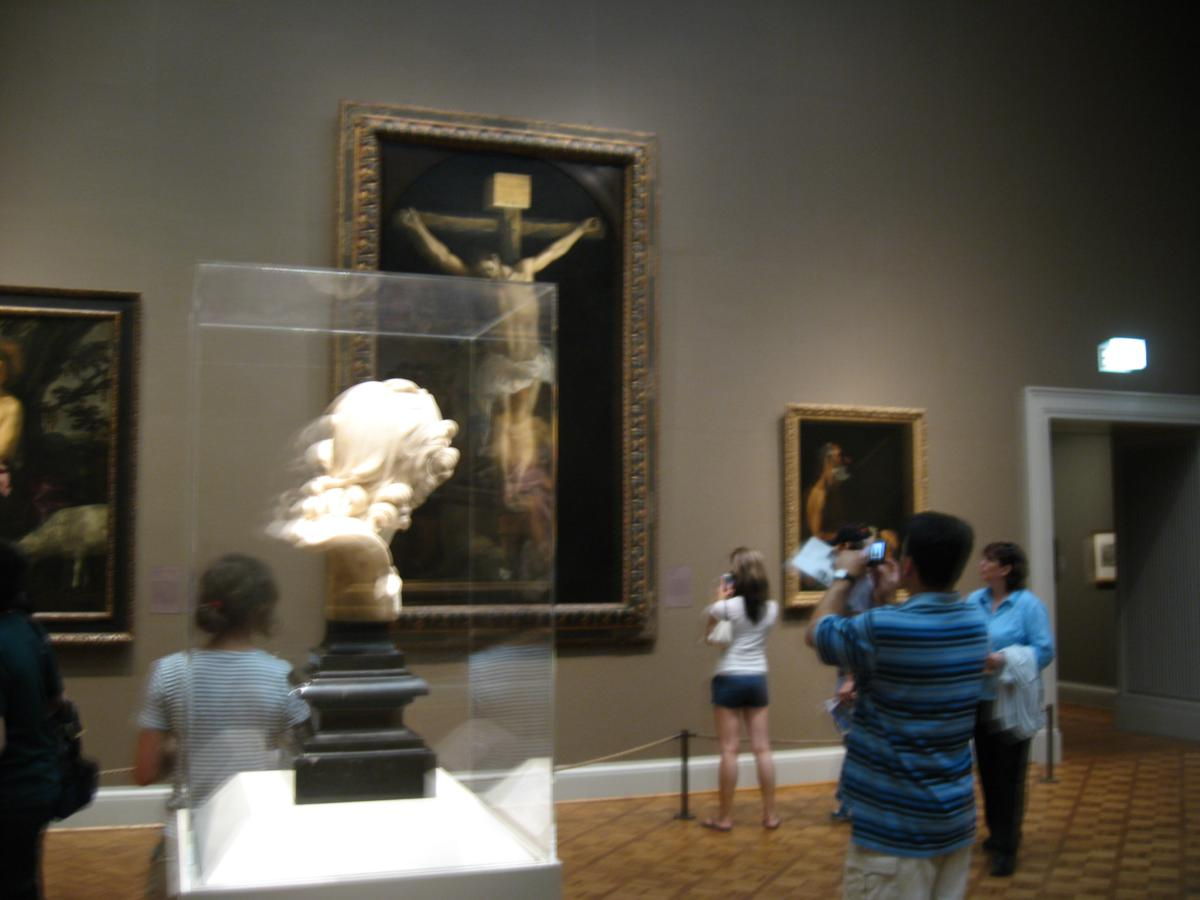
Sảnh bảo tàng

### Giám đốc
- William M.R. French (1885–1914)
- Newton Carpenter (1914–1916)
- George Eggers (1918–1921)
- Robert Harshe (1921–1938)
- Daniel Catton Rich (1938–1958)
- Allen McNab (1956–1965)
- Charles Cunningham (1965–1972)
- E. Laurence Chalmers (1972–1986)
- James N. Wood (1980–2004)
- James Cuno (2004–2011)
- Douglas Druick (2011–2016)
- James Rondeau (2016–nay)